# McDonnell Douglas F-4 Phantom II
O McDonnell Douglas F-4 Phantom II é um caça-bombardeiro supersônico de longo alcance, bimotor e de dois assentos, desenvolvido originalmente pela McDonnell Aircraft para a Marinha dos Estados Unidos. Demonstrando alta adaptabilidade, ele entrou em serviço com a Marinha em 1961, antes de ser adotado pelo Corpo de Fuzileiros Navais dos Estados Unidos e pela Força Aérea dos Estados Unidos, tornando-se uma parte importante de suas forças aéreas até meados da década de 1960. A produção do Phantom ocorreu entre 1958 e 1981, com um total de 5 195 aeronaves construídas, tornando-o a aeronave militar supersônica americana mais produzida da história e consolidando sua posição como uma aeronave de combate emblemática da Guerra Fria.
O Phantom é um caça de grande porte com uma velocidade máxima superior a Mach 2.2. Ele pode transportar mais de 8,4 mil kg de armamentos em nove pontos de suporte externos, incluindo mísseis ar-ar, mísseis ar-terra e várias bombas. O F-4, assim como outros interceptadores da época, foi inicialmente projetado sem um canhão interno. Modelos posteriores incorporaram um canhão rotativo M61 Vulcan. A partir de 1959, a aeronave estabeleceu 15 recordes mundiais em voo, incluindo um recorde de velocidade e um de altitude absoluta.
O F-4 foi amplamente utilizado durante a Guerra do Vietnã. Ele serviu como o principal caça de superioridade aérea para a Força Aérea dos Estados Unidos, Marinha e Corpo de Fuzileiros Navais, e se tornou importante nos papéis de ataque terrestre e reconhecimento aéreo no final da guerra. Durante a Guerra do Vietnã, um piloto da Força Aérea dos Estados Unidos, dois oficiais de sistemas de armas (WSO), um piloto da Marinha dos Estados Unidos e um oficial de interceptação de radar (RIO) se tornaram "ases" ao alcançar cinco vitórias aéreas contra aeronaves inimigas. O F-4 continuou a ser uma parte significativa do poder aéreo militar dos Estados Unidos ao longo das décadas de 1970 e 1980, sendo gradualmente substituído por aeronaves mais modernas, como o F-15 Eagle e o F-16 Fighting Falcon na Força Aérea dos Estados Unidos, o F-14 Tomcat na Marinha dos Estados Unidos, e o F/A-18 Hornet na Marinha dos Estados Unidos e no Corpo de Fuzileiros Navais.
O F-4 Phantom II permaneceu em uso pelos Estados Unidos nos papéis de reconhecimento e Wild Weasel (Supressão das Defesas Aéreas Inimigas) durante a Guerra do Golfo, sendo finalmente retirado de serviço em 1996. Ele foi também a única aeronave utilizada pelas duas equipes de demonstração de voo dos Estados Unidos: os Thunderbirds da Força Aérea dos Estados Unidos (F-4E) e os Blue Angels da Marinha dos Estados Unidos (F-4J). O F-4 também foi operado pelas forças armadas de outras 11 nações. Os Phantoms israelenses participaram intensamente em vários conflitos árabe-israelenses, enquanto o Irã utilizou sua grande frota de Phantoms, adquirida antes da queda do Xá, na Guerra Irã-Iraque. Em 2021, 63 anos após seu primeiro voo, o F-4 continua em serviço ativo nas forças aéreas do Irã, Coreia do Sul, Grécia e Turquia. A aeronave foi recentemente empregada no combate ao grupo Estado Islâmico no Oriente Médio.

## Desenvolvimento

### Origens

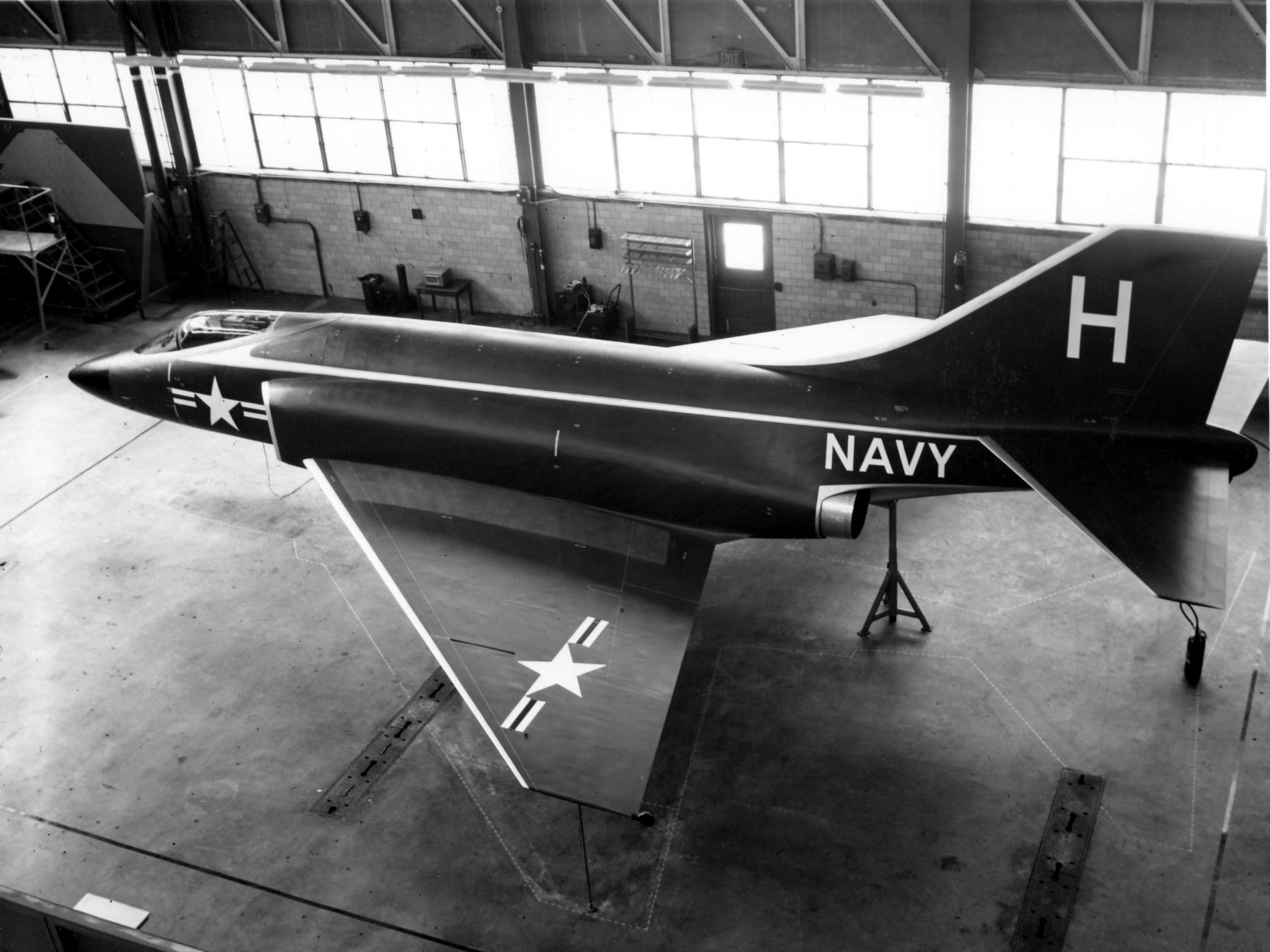
Um modelo do McDonnell F3H-G em 1954

Em 1952, Dave Lewis, Chefe de Aerodinâmica da McDonnell, foi nomeado pelo Jim McDonnell para ser o gerente de design preliminar da empresa. Com a ausência de novas competições de aeronaves no horizonte, estudos internos chegaram à conclusão de que a Marinha tinha a maior necessidade de um tipo de aeronave novo e diferente: um caça de ataque.
Em 1953, a McDonnell Aircraft iniciou o trabalho de revisão do seu caça naval F3H Demon, buscando ampliar suas capacidades e melhorar seu desempenho. A empresa desenvolveu diversos projetos, incluindo uma variante equipada com um motor Wright J67, e variantes com dois motores Wright J65 ou dois motores General Electric J79. A versão com motores J79 prometia uma velocidade máxima de Mach 1.97. Em 19 de setembro de 1953, a McDonnell apresentou à Marinha dos Estados Unidos uma proposta para o "Super Demon". De forma única, a aeronave seria modular, podendo ser equipada com fuselagens de um ou dois assentos para diferentes missões, com diferentes cones de nariz para acomodar radares, câmeras fotográficas, quatro canhões de 20 mm ou 56 foguetes não guiados FFAR, além dos nove pontos de suporte sob as asas e a fuselagem. A Marinha demonstrou interesse suficiente para encomendar um mock-up em tamanho real do F3H-G/H, mas considerou que os futuros Grumman XF9F-9 e Vought XF8U-1 já atendiam à necessidade de um caça supersônico.
O projeto da McDonnell foi, portanto, reformulado para se tornar um caça-bombardeiro noturno com onze pontos de suporte externos para armamentos. Em 18 de outubro de 1954, a empresa recebeu uma carta de intenção para a fabricação de dois protótipos YAH-1. Em seguida, em 26 de maio de 1955, quatro oficiais da Marinha chegaram aos escritórios da McDonnell e, em uma hora, apresentaram à empresa um conjunto completamente novo de requisitos. Como a Marinha já possuía o Douglas A-4 Skyhawk para ataque ao solo e o F-8 Crusader para combate aéreo, o projeto agora deveria atender à necessidade de um interceptor noturno para defesa da frota. Foi adicionado um segundo tripulante para operar o poderoso radar, pois os projetistas acreditavam que o combate aéreo na próxima guerra sobrecarregaria os pilotos solitários com informações.

### Protótipo XF4H
O XF4H-1 foi projetado para transportar quatro mísseis semi-embutidos AAM-N-6 Sparrow III guiados por radar, e ser propulsado por dois motores J79-GE-8. Assim como no McDonnell F-101 Voodoo, os motores ficavam posicionados baixos na fuselagem para maximizar a capacidade interna de combustível e captavam ar por meio de entradas de geometria fixa. A asa de perfil fino possuía um ângulo de enflechamento da borda de ataque de 45° e era equipada com flaps soprados para melhorar o controle em baixas velocidades.

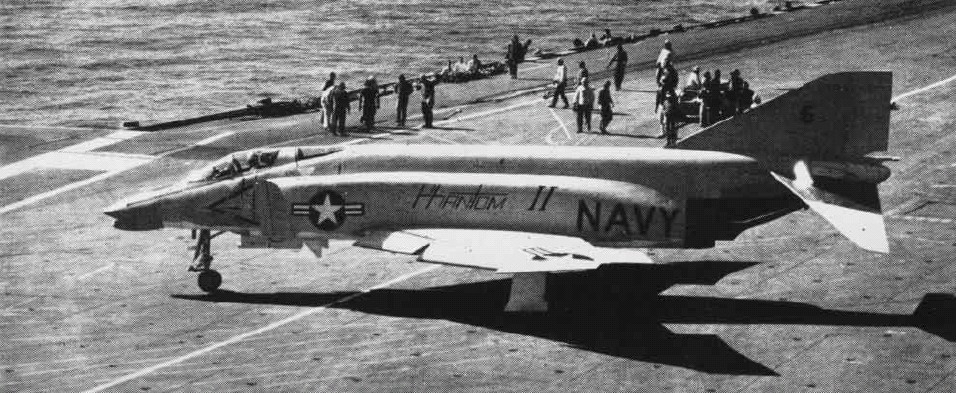
Um F4H-1F a bordo do Independence, abril de 1960

Os testes em túnel de vento revelaram uma instabilidade lateral, exigindo a adição de 5° de diedro nas asas. Para evitar redesenhar a seção central de titânio da aeronave, os engenheiros da McDonnell inclinaram apenas as porções externas das asas em 12°, o que resultou na média necessária de 5° em toda a envergadura das asas. As asas também receberam o distintivo "dente de cachorro" para melhorar o controle em ângulos de ataque elevados. O estabilizador horizontal móvel recebeu 23° de anedral para melhorar o controle em ângulos de ataque elevados, mantendo-o afastado dos gases de exaustão do motor. Além disso, as entradas de ar foram equipadas com uma rampa fixa e uma rampa de geometria variável, com ângulo programado para fornecer recuperação máxima de pressão entre Mach 1.4 e Mach 2.2. A correspondência do fluxo de ar entre a entrada e o motor foi obtida através do desvio do motor como ar secundário para o bocal de exaustão. A capacidade de interceptação em todas as condições climáticas foi alcançada com o radar AN/APQ-50. Para atender aos requisitos de operações em porta-aviões, o trem de pouso foi projetado para suportar pousos com uma taxa máxima de descida de 7 m/s, enquanto o amortecedor do nariz podia se estender em 51 cm para aumentar o ângulo de ataque na parte de catapulta de uma decolagem.
Em 25 de julho de 1955, a Marinha encomendou dois protótipos XF4H-1 e cinco exemplares pré-produção YF4H-1. O Phantom realizou seu voo inaugural em 27 de maio de 1958, com Robert C. Little no comando. Um problema hidráulico impediu o recolhimento do trem de pouso, mas os voos subsequentes ocorreram de forma mais tranquila. Os testes iniciais resultaram no redesenho das entradas de ar, incluindo a adição distintiva de 12 mil furos para "aliviar" o ar da camada limite de baixa velocidade da superfície de cada motor. As aeronaves da série de produção também apresentavam placas divisórias para desviar a camada limite das entradas do motor. O avião logo estava em competição com o XF8U-3 Crusader III. Devido à carga de trabalho no cockpit, a Marinha desejava uma aeronave de dois lugares e, em 17 de dezembro de 1958, o F4H foi declarado o vencedor. Atrasos com os motores J79-GE-8 fizeram com que as primeiras aeronaves de produção fossem equipadas com motores J79-GE-2 e -2A, cada um com empuxo de pós-combustão de 71,8 kN. Em 1959, o Phantom iniciou os testes de adequação para operações em porta-aviões, com o primeiro ciclo completo de lançamento e recuperação realizado em 15 de fevereiro de 1960 a partir do USS Independence
Houve propostas de nomear o F4H como "Satan" (Satanás) e "Mithras" (Mitra). No final, a aeronave recebeu o nome menos controverso de "Phantom II", sendo que o primeiro "Phantom" era outro caça a jato da McDonnell, o FH-1 Phantom. O Phantom II foi brevemente designado como F-110A e chamado de "Spectre" pela Força Aérea dos Estados Unidos (USAF), mas esses termos não foram oficialmente utilizados.

### Produção

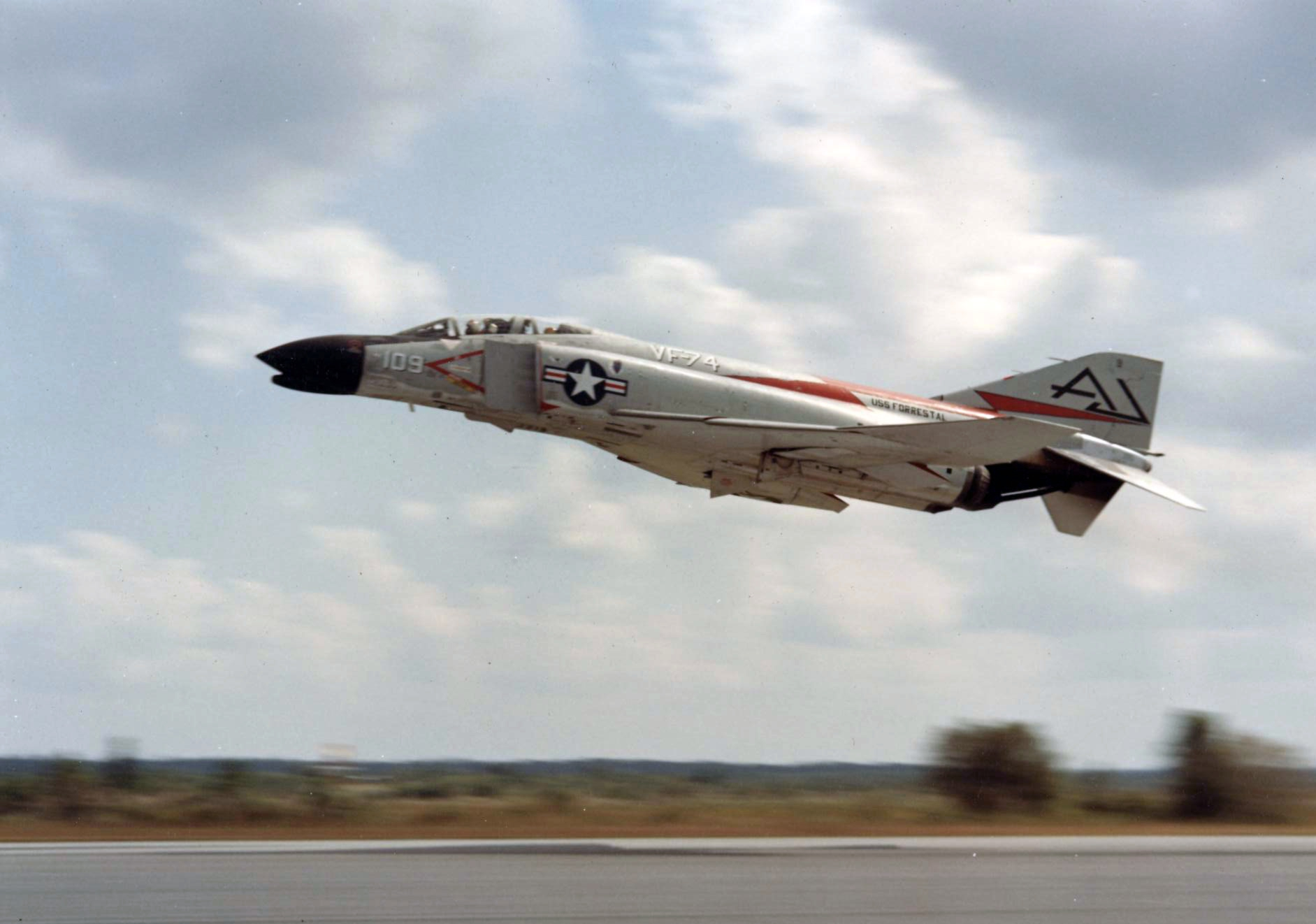
O VF-74 foi o primeiro esquadrão operacional da Marinha dos Estados Unidos com o Phantom em 1961

No início da produção, o radar foi atualizado para o Westinghouse AN/APQ-72, um AN/APG-50 com uma antena de radar maior, o que exigiu o nariz arredondado, e a cobertura foi retrabalhada para melhorar a visibilidade e tornar a cabine traseira menos claustrofóbica.
A Marinha dos Estados Unidos operou o F4H-1 (redesignado F-4A em 1962) com motores J79-GE-2 e -2A de 71,62 kN de empuxo, e versões posteriores receberam motores -8. Um total de 45 F-4A foram construídos; nenhum deles entrou em combate, e a maioria acabou sendo utilizado como aeronaves de teste ou treinamento. A Marinha dos Estados Unidos e o Corpo de Fuzileiros Navais receberam o primeiro Phantom definitivo, o F-4B, que estava equipado com o radar Westinghouse APQ-72 (apenas pulsos), um pod de busca e rastreamento infravermelho Texas Instruments AAA-4 sob o nariz, um sistema de bombardeio AN/AJB-3 e era impulsionado por motores J79-GE-8, -8A e -8B de 48,5 kN de empuxo seco e 75,4 kN de empuxo com pós-combustão, com o primeiro voo ocorrendo em 25 de março de 1961. Foram construídos 649 F-4Bs, com as entregas iniciando em 1961 e o VF-121 Pacemakers recebendo os primeiros exemplares na Base Aérea de Miramar.
A Força Aérea dos Estados Unidos recebeu os Phantoms como resultado do esforço do Secretário de Defesa Robert McNamara em criar um caça unificado para todos os ramos militares dos EUA. Após um F-4B vencer a competição "Operation Highspeed" contra o Convair F-106 Delta Dart, a Força Aérea dos Estados Unidos emprestou dois F-4B da Marinha, temporariamente designando-os como F-110A em janeiro de 1962, e desenvolveu requisitos para sua própria versão. Ao contrário do foco da Marinha dos Estados Unidos na interceptação ar-ar na missão de Defesa Aérea da Frota (FAD, na sigla em inglês), a Força Aérea dos Estados Unidos enfatizou tanto o papel de caça ar-ar quanto o papel de caça-bombardeiro ar-solo. Com a unificação das designações por McNamara em 18 de setembro de 1962, o Phantom se tornou o F-4, com a versão naval designada F-4B e a versão da Força Aérea dos Estados Unidos designada F-4C. O primeiro Phantom da Força Aérea voou em 27 de maio de 1963, ultrapassando Mach 2 em seu voo inaugural.
O F-4J aprimorou tanto a capacidade ar-ar quanto a capacidade de ataque ao solo. As entregas começaram em 1966 e terminaram em 1972, com 522 unidades construídas. Ele foi equipado com motores J79-GE-10 com empuxo de 79.374 kN, o sistema de controle de fogo AN/AWG-10 da Westinghouse (tornando o F-4J o primeiro caça do mundo com capacidade operacional de visualização e ataque descendente), um novo sistema de controle de mísseis integrado e o sistema de bombardeio AN/AJB-7 para ampliar a capacidade de ataque ao solo.
O modelo F-4N (versão atualizada do F-4B) com motores sem fumaça e melhorias aerodinâmicas do F-4J começou em 1972 como parte de um programa de revitalização iniciado pela Marinha dos Estados Unidos chamado "Bee Line", com 228 aeronaves convertidas até 1978. O modelo F-4S resultou da revitalização de 265 F-4J, equipados com motores J79-GE-17 sem fumaça, com empuxo de 79.379 kN, radar AWG-10B com circuitos digitalizados para melhor desempenho e confiabilidade, conjunto de aquisição visual de alvos AN/AVG-8 da Honeywell ou VTAS (primeiro sistema de mira em capacete operacional do mundo), melhorias avançadas em aviônica classificada, reforço da estrutura e flaps de bordo de ataque para manobras aprimoradas. O Corpo de Fuzileiros Navais dos Estados Unidos também operou o RF-4B com câmeras de reconhecimento, com 46 unidades construídas; o RF-4B voava sozinho e desarmado, com a necessidade de voar em linha reta e nivelada a 5.000 pés enquanto tirava fotografias. Eles dependiam das defesas antiaéreas inadequadas para sobreviver, pois eram incapazes de fazer manobras evasivas.
A produção do Phantom II nos Estados Unidos encerrou em 1979, após terem sido construídas 5.195 aeronaves (5.057 pela McDonnell Douglas e 138 no Japão pela Mitsubishi). Dessas, 2.874 foram para a Força Aérea dos Estados Unidos, 1.264 para a Marinha e o Corpo de Fuzileiros Navais, e o restante para clientes estrangeiros. O último F-4 fabricado nos Estados Unidos foi entregue à Coreia do Sul, enquanto o último F-4 construído foi um F-4EJ fabricado pela Mitsubishi Heavy Industries no Japão, entregue em 20 de maio de 1981. Em 2008, ainda havia 631 Phantoms em serviço em todo o mundo, sendo utilizados como alvo aéreo (especificamente o modelo QF-4C) pelas forças armadas dos Estados Unidos até 21 de dezembro de 2016, quando a Força Aérea encerrou oficialmente o uso desse tipo de aeronave.

### Recordes mundiais
Para mostrar seu novo caça, a Marinha liderou uma série de voos que quebraram recordes no início do desenvolvimento do Phantom: Ao todo, o Phantom estabeleceu 16 recordes mundiais. Cinco dos recordes de velocidade permaneceram imbatíveis até o surgimento do F-15 Eagle em 1975.
- Operação Top Flight: Em 6 de dezembro de 1959, o segundo XF4H-1 realizou um voo de subida vertical para um recorde mundial de 98.557 pés (30 quilômetros).[42][43] O Comandante Lawrence E. Flint Jr., USN, acelerou sua aeronave até Mach 2.5 (2.660 km/h; 1.650 mph) a 47.000 pés (14.330 metros) e subiu para 90.000 pés (27.430 metros) em um ângulo de 45°. Em seguida, ele desligou os motores e planou até a altitude máxima. Conforme a aeronave caiu para 70.000 pés (21.300 metros), Flint reiniciou os motores e retomou o voo normal.[44]

- Em 5 de setembro de 1960, um F4H-1 teve uma média de 1.216,78 mph (1.958,16 km/h) em um circuito fechado de 500 km (311 mi).[45]

- Em 25 de setembro de 1960, um F4H-1F teve uma média de 1.390,24 mph (2.237,37 km/h) em um circuito fechado de 100 km (62,1 mi).[46]

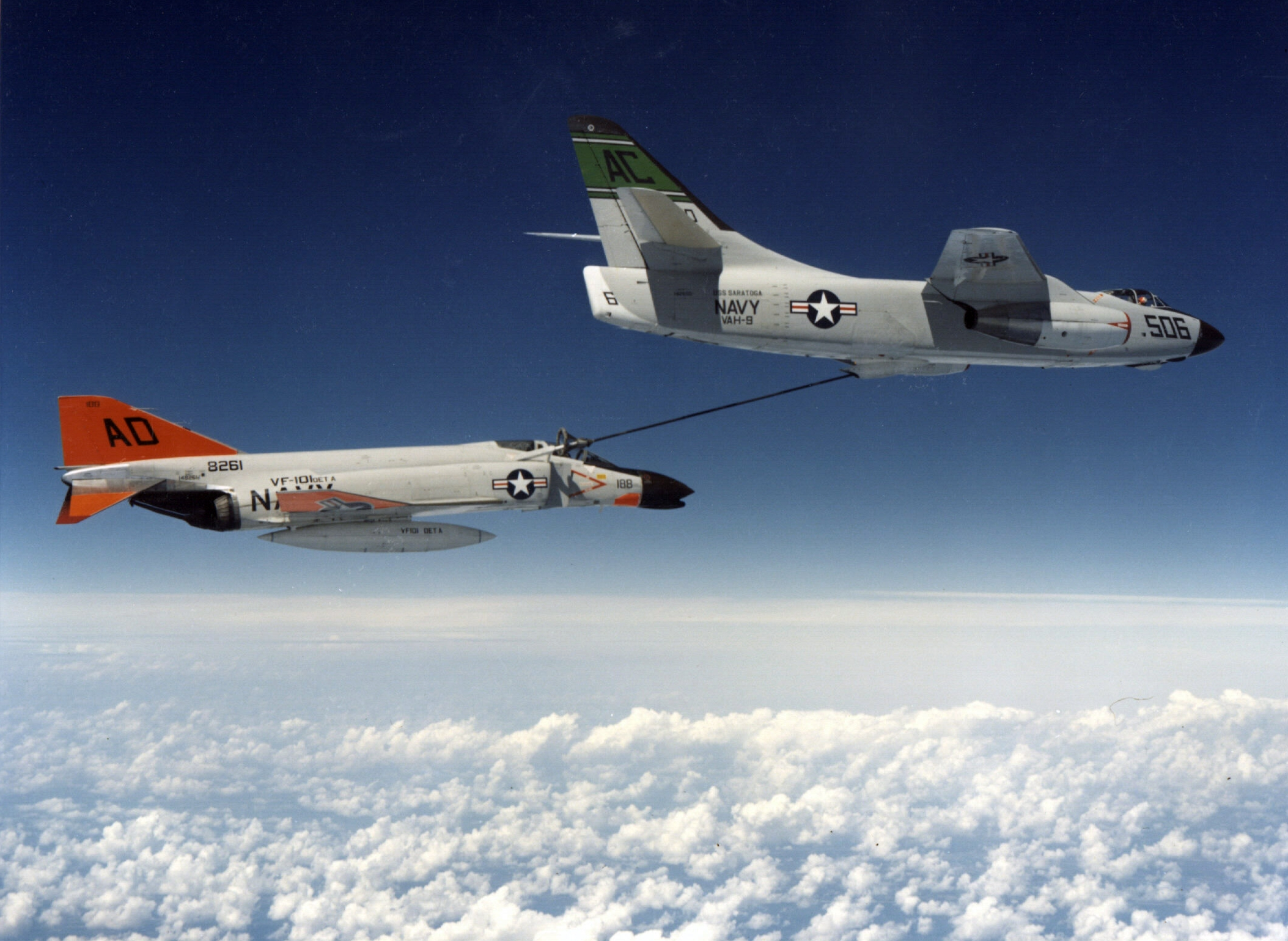
Operação transcontinental "LANA" em 1961

- Operação transcontinental "LANA" em 1961Operação LANA: Para celebrar o 50º aniversário da aviação naval (L é o numeral romano para 50 e ANA significa Aniversário da Aviação Naval) em 24 de maio de 1961, Phantoms voaram pelos Estados Unidos continentais em menos de três horas e incluíram várias reabastecimentos aéreos. O mais rápido dos aviões teve uma média de 869,74 mph (1.400,28 km/h) e completou a viagem em 2 horas e 47 minutos, rendendo ao piloto (e futuro astronauta da NASA), Tenente[47] Richard Gordon, USN, e ao RIO, Tenente Bobbie Young, USN, o troféu Bendix de 1961.[48][49][50][51]

- Operação Sageburner: Em 28 de agosto de 1961, um F4H-1F Phantom II teve uma média de 1.452,777 quilômetros por hora (902,714 milhas por hora) em um percurso de 3 milhas (4,82 km) voando abaixo de 125 pés (38,1 metros) o tempo todo.[52] O Comandante J.L. Felsman, USN, foi morto durante a primeira tentativa desse recorde em 18 de maio de 1961, quando sua aeronave se desintegrou no ar após uma falha no amortecedor de arfagem.[53]

- Operação Skyburner: Em 22 de novembro de 1961, um Phantom modificado com injeção de água, pilotado pelo Tenente-Coronel Robert B. Robinson, estabeleceu um recorde mundial absoluto de velocidade média em um percurso reto de ida e volta de 32,2 km (20 milhas) com a marca de 1.606,342 mph (2.585,086 km/h).[54][55][56][57]

- Em 5 de dezembro de 1961, outro Phantom estabeleceu um recorde de altitude sustentada de 66.443,8 pés (20.252 m).[58]

- Projeto High Jump: Uma série de recordes de tempo para altitude foi estabelecida no início de 1962: 34,523 segundos para 3.000 m (9.840 pés), 48,787 segundos para 6.000 m (19.700 pés), 61,629 segundos para 9.000 m (29.500 pés), 77,156 segundos para 12.000 m (39.400 pés), 114,548 segundos para 15.000 m (49.200 pés), 178,5 segundos para 20.000 m (65.600 pés), 230,44 segundos para 25.000 m (82.000 pés) e 371,43 segundos para 30.000 m (98.400 pés).[59] Todos os recordes do Projeto High Jump foram estabelecidos pelo F4H-1 de número de produção 108 (Número de Bordo 148423).[60][61][62][63] Dois dos recordes foram estabelecidos pelo futuro astronauta John Young.[64][65]

## Projeto

### Visão geral
O F-4 Phantom é um caça-bombardeiro de dois assentos em tandem projetado como um interceptor baseado em porta-aviões para desempenhar o papel de defensor da frota da Marinha dos Estados Unidos. Inovações no F-4 incluíram um radar avançado de pulso-Doppler e o amplo uso de titânio em sua estrutura.
Apesar de suas dimensões imponentes e de um peso máximo de decolagem de mais de 27 000 kg, o F-4 possui uma velocidade máxima de Mach 2,23 e uma taxa de subida inicial de mais de 41 000 pés por minuto (210 m/s). Os nove pontos de suporte externos do F-4 têm uma capacidade de até 8 480 kg de armas, incluindo mísseis ar-ar e ar-superfície, além de armas não guiadas, guiadas e termonucleares. Como outros interceptadores da época, o F-4 foi projetado sem um canhão interno.
O desempenho básico de um caça de classe Mach 2 com alcance estendido e uma carga útil de tamanho de bombardeiro seria o modelo para a próxima geração de caças otimizados para combate aéreo diurno.

### Características de voo
"A velocidade é vida" era o slogan dos pilotos de F-4, pois a maior vantagem do Phantom no combate aéreo era a aceleração e o empuxo, o que permitia a um piloto habilidoso engajar e desengajar da luta à vontade. Os MiG geralmente conseguiam fazer curvas mais fechadas que o F-4 devido ao alto arrasto na estrutura aerodinâmica do Phantom. Como uma aeronave de combate de grande porte projetada para disparar mísseis guiados por radar além do alcance visual, o F-4 carecia da agilidade de seus oponentes soviéticos e estava sujeito a um efeito adverso de guinada durante manobras bruscas. Embora o F-4 estivesse sujeito a giros irreversíveis durante rolagens com os ailerons, os pilotos relataram que a aeronave era muito responsiva e fácil de voar no limite de seu envelope de desempenho. Em 1972, o modelo F-4E foi atualizado com flaps de bordo de ataque na asa, melhorando significativamente a capacidade de manobra em ângulos de ataque elevados em detrimento da velocidade máxima.

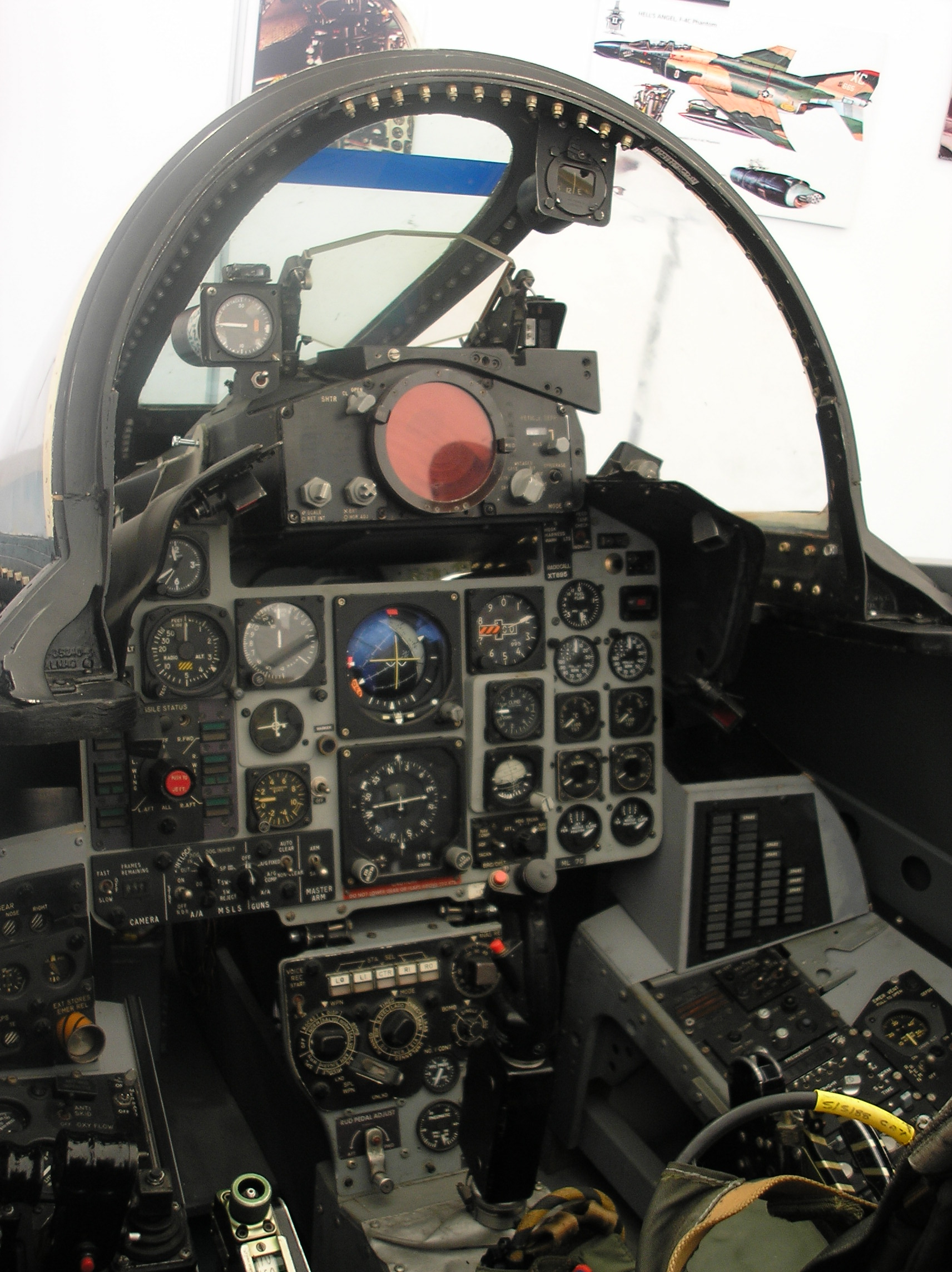
O cockpit do F-4 Phantom II

O J79 tinha um tempo de resposta reduzido entre o piloto avançar a manete do acelerador, desde o ponto morto até a potência máxima, e o motor produzir a potência máxima em comparação com motores anteriores. Durante o pouso no USS Midway (CV-41), o gancho de parada de John Chesire perdeu a engrenagem de parada quando ele (por engano) reduziu a potência para o ponto morto. Em seguida, ele acelerou bruscamente a manete para o pós-combustor total, e o tempo de resposta do motor foi suficiente para retornar rapidamente à potência máxima, permitindo que ele conseguisse decolar novamente com sucesso. O J79 produzia quantidades perceptíveis de fumaça preta (em configurações de meia aceleração/cruzeiro), uma desvantagem grave, pois facilitava a detecção da aeronave pelo inimigo. Duas décadas após a entrada em serviço da aeronave, esse problema foi resolvido no F-4S, que foi equipado com a variante do motor -10A com um queimador sem fumaça.
A falta de uma arma interna "foi o maior erro no F-4", disse Chesire; "As balas são baratas e tendem a ir para onde você as aponta. Eu precisava de uma arma e realmente desejava ter uma." O general do Corpo de Fuzileiros Navais, John R. Dailey, lembrou que "todos nos RF-4s desejavam ter uma arma na aeronave". Por um breve período, a doutrina sustentava que o combate em manobras seria impossível em velocidades supersônicas e pouco esforço foi feito para ensinar aos pilotos manobras de combate aéreo. Na realidade, os combates rapidamente se tornavam subsônicos, já que os pilotos diminuíam a velocidade na tentativa de se posicionar atrás de seus adversários. Além disso, os mísseis de busca de calor e radar, relativamente novos na época, frequentemente eram relatados como pouco confiáveis, e os pilotos tinham que disparar vários mísseis apenas para atingir um caça inimigo. Para piorar o problema, as regras de engajamento no Vietnã proibiam ataques de mísseis de longo alcance na maioria dos casos, pois a identificação visual era normalmente necessária. Muitos pilotos se encontravam atrás de uma aeronave inimiga, mas muito próximos para disparar mísseis de curto alcance Falcons ou Sidewinders. Embora a partir de 1965, os F-4C da USAF começassem a carregar pods externos SUU-16 contendo um canhão M61A1 Vulcan de 20 mm, os cockpits da USAF não estavam equipados com miras computadoras de chumbo até a introdução do SUU-23, praticamente garantindo um erro em um combate manobrado. Alguns aviões do Corpo de Fuzileiros Navais carregavam dois pods para disparo de metralhadora. Além da perda de desempenho devido ao arrasto, o combate mostrou que o canhão montado externamente era impreciso, a menos que fosse frequentemente alinhado, mas muito mais econômico que os mísseis. A falta de um canhão foi finalmente abordada pela adição de um M61A1 Vulcan  de 20 mm montado internamente no F-4E.

### Custos
|                                     | F-4C                                  | RF-4C                                  | F-4D                                  | F-4E                                   |
| ----------------------------------- | ------------------------------------- | -------------------------------------- | ------------------------------------- | -------------------------------------- |
| P&D por unidade                     | –                                     | 61 200 (1965) 568 313 (2023)           | –                                     | 22 700 (1965) 210 796 (2023)           |
| Fuselagem                           | 1 388 725 (1965) 12 895 932 (2023)    | 1 679 000 (1965) 15 591 471 (2023)     | 1 018 682 (1965) 9 459 651 (2023)     | 1 662 000 (1965) 15 433 609 (2023)     |
| Motores                             | 317 647 (1965) 2 949 723 (2023)       | 276 000 (1965) 2 562 983 (2023)        | 260 563 (1965) 2 419 631 (2023)       | 393 000 (1965) 3 649 564 (2023)        |
| Eletrônicos                         | 52 287 (1965) 485 546 (2023)          | 293 000 (1965) 2 720 847 (2023)        | 262 101 (1965) 2 433 914 (2023)       | 299 000 (1965) 2 776 564 (2023)        |
| Armamento                           | 139 706 (1965) 1 297 333 (2023)       | 73 000 (1965) 677 890 (2023)           | 133 430 (1965) 1 239 053 (2023)       | 111 000 (1965) 1 030 765 (2023)        |
| Munição                             | –                                     | –                                      | 6 817 (1965) 63 304 (2023)            | 8 000 (1965) 74 289 (2023)             |
| Custo de aquisição                  | 1,9 milhão (1965) 17,6 milhões (2023) | 2,3 milhões (1965) 21,4 milhões (2023) | 1,7 milhão (1965) 15,8 milhões (2023) | 2,4 milhões (1965) 22,3 milhões (2023) |
| Custos de modificação               | 116 289 (1965) 1 079 879 (2023)       | 55 217 (1965) 512 754 (2008)           | 233 458 (1965) 2 167 930 (2023)       | 7 995 (1965) 74 243 (2023)             |
| Custo por hora de voo               | 924 (1965) 8 580 (2023)               | 867 (1965) 8 051 (2023)                | 896 (1965) 8 320 (2023)               | 867 (1965) 8 051 (2023)                |
| Custo de manutenção por hora de voo | 545 (1965) 5 061 (2023)               | 545 (1965) 5 061 (2023)                | 545 (1965) 5 061 (2023)               | 545 (1965) 5 061 (2023)                |

Nota: Os valores originais estavam em dólares americanos de 1965. As cifras nestas tabelas foram ajustadas pela inflação para o ano de 2023.

## Histórico operacional
| Aeronave | Armas/Táticas         | MiG-17 | MiG-19 | MiG-21 | Total |
| -------- | --------------------- | ------ | ------ | ------ | ----- |
| F-4C     | AIM-7 Sparrow         | 4      | 0      | 10     | 14    |
|          | AIM-9 Sidewinder      | 12     | 0      | 10     | 22    |
|          | Canhão de 20 mm       | 3      | 0      | 1      | 4     |
|          | Táticas de manobra    | 2      | 0      | 0      | 2     |
| F-4D     | AIM-4 Falcon          | 4      | 0      | 1      | 5     |
|          | AIM-7 Sparrow         | 4      | 2      | 20     | 26    |
|          | AIM-9 Sidewinder      | 0      | 2      | 3      | 5     |
|          | Canhão de 20 mm       | 4,5    | 0      | 2      | 6,5   |
|          | Táticas de manobra    | 0      | 0      | 2      | 2     |
| F-4E     | AIM-7 Sparrow         | 0      | 2      | 8      | 10    |
|          | AIM-9 Sidewinder      | 0      | 0      | 4      | 4     |
|          | AIM-9+20 mm           | 0      | 0      | 1      | 1     |
|          | Metralhadora de 20 mm | 0      | 1      | 4      | 5     |
|          | Táticas de manobra    | 0      | 1      | 0      | 1     |
| Total    |                       | 33,5   | 8      | 66     | 107,5 |

### Força Aérea dos Estados Unidos
A serviço da Força Aérea dos Estados Unidos (USAF), o F-4 foi inicialmente designado como F-110A antes da introdução do sistema de designação de aeronaves dos Estados Unidos em 1962. A USAF rapidamente adotou o projeto e se tornou o maior usuário do Phantom.
Ao contrário da Marinha dos Estados Unidos e do Corpo de Fuzileiros Navais dos Estados Unidos, que voavam o Phantom com um Aviador Naval (piloto) no assento da frente e um oficial de interceptação radar no assento de trás, a Força Aérea dos Estados Unidos inicialmente voava seus Phantoms com um Piloto da Força Aérea qualificado tanto no assento da frente quanto no assento de trás. Os pilotos geralmente não gostavam de voar no assento de trás; embora o GIB, ou "o cara de trás", pudesse voar e, em teoria, pousar a aeronave, ele tinha menos instrumentos de voo e uma visão frontal muito restrita. Mais tarde, a Força Aérea designou um Navegador como oficial de sistemas de armas/mira (mais tarde designado oficial de sistemas de armas ou WSO) no assento traseiro, em vez de outro piloto.

#### Vietnã
Os primeiros Phantoms da USAF no Vietnã foram os F-4Cs do 43.º Esquadrão Tático de Caças, que chegaram em dezembro de 1964.
Em 10 de julho de 1965, os F-4C do 45.º Esquadrão de Caça Tático, 15.ª Ala de Caça Tática, em missão temporária em Ubon, Tailândia, conquistaram as primeiras vitórias da USAF contra os MiG-17 norte-vietnamitas usando mísseis ar-ar AIM-9 Sidewinder. Em 26 de abril de 1966, um F-4C do 480.º Esquadrão de Caça Tático obteve a primeira vitória aérea por uma tripulação aérea dos EUA sobre um MiG-21 "Fishbed" norte-vietnamita.
As primeiras aeronaves sofriam com vazamentos nos tanques de combustível das asas, que precisavam ser vedados novamente após cada voo, e foram encontradas rachaduras em nervuras externas das asas e longarinas em 85 aeronaves. Também havia problemas com os cilindros de controle dos ailerons, conectores elétricos e incêndios no compartimento do motor. Os RF-4Cs de reconhecimento estrearam no Vietnã em 30 de outubro de 1965, realizando missões de reconhecimento pós-ataque arriscadas. Os Thunderbirds da USAF utilizaram o F-4E a partir da temporada de 1969 até 1974.

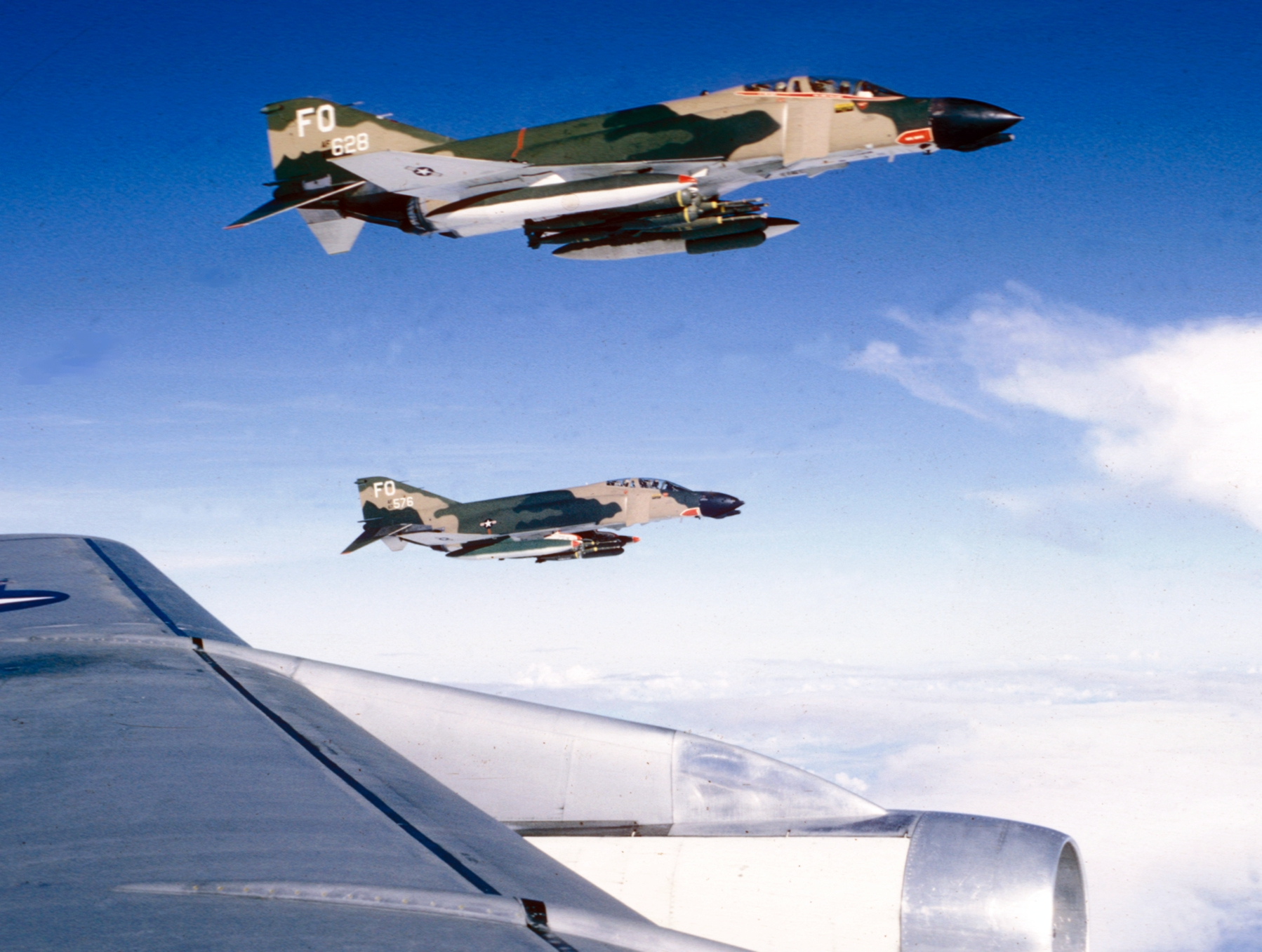
Dois F-4D da 435.ª Esquadrilha de Caça sobre o Vietnã

Embora o F-4C fosse essencialmente idêntico ao F-4B da Marinha em desempenho de voo e carregasse os mísseis AIM-9 Sidewinder, os F-4D adaptados para a USAF chegaram inicialmente em junho de 1967 equipados com mísseis AIM-4 Falcons. No entanto, o Falcon, assim como seus antecessores, foi projetado para derrubar bombardeiros pesados voando em linha reta e nivelada. Sua confiabilidade não se mostrou melhor do que outros mísseis e sua sequência de disparo complexa e o tempo limitado de resfriamento da cabeça de busca o tornaram praticamente inútil em combate contra caças ágeis. Os F-4D voltaram a utilizar os Sidewinders sob o programa "Rivet Haste" no início de 1968, e até 1972 o míssil AIM-7E-2 "Dogfight Sparrow" se tornou o míssil preferido pelos pilotos da USAF. Assim como outros Phantoms utilizados na Guerra do Vietnã, os F-4Ds foram rapidamente equipados com receptores de alerta radar para detectar os mísseis terra-ar S-75 Dvina de fabricação soviética.
Desde a implantação inicial do F-4C no Sudeste Asiático, os Phantoms da USAF desempenharam tanto papéis de superioridade aérea quanto de ataque ao solo, apoiando não apenas as tropas terrestres no Vietnã do Sul, mas também realizando missões de bombardeio no Laos e no Vietnã do Norte. À medida que a força de F-105 sofreu grande desgaste entre 1965 e 1968, o papel de bombardeio do F-4 aumentou proporcionalmente, até que depois de novembro de 1970 (quando o último F-105D foi retirado de combate), ele se tornou o principal sistema de entrega de munição tática da USAF. Em outubro de 1972, o primeiro esquadrão de aeronaves EF-4C Wild Weasel foi implantado na Tailândia em serviço temporário.

#### Tempestade no Deserto
Em agosto de 1990, o F-4 Phantom já tinha sido retirado de serviço e substituído pelos F-14, F-15 e F-16. No entanto, a USAF ainda utilizava o F-4G Wild Weasel, especializado em supressão de mísseis e radares de orientação. Foram empregadas 46 unidades na operação de libertação do Kuwait, desempenhando um papel de liderança e crucial na destruição de quase todas as 250 posições de mísseis SAM. Apenas um F-4G foi perdido devido a um acidente operacional.
Devido às características do terreno e às frequentes tempestades de areia que inviabilizavam o reconhecimento em alta altitude e por satélite, foram empregados também 18 RF-4C, provenientes do Alabama e de Nevada, na missão de reconhecimento tático.

#### Aposentadoria
Após o encerramento das operações na Base Aérea de Tyndall, o 53.º Grupo de Avaliação de Armas em Holloman se tornou o último operador da frota de 22 QF-4. A base continuou a usá-los para voos de teste tripulados e suporte de teste de fogo não tripulado, sendo que o último voo não tripulado ocorreu em agosto de 2016. O modelo foi oficialmente aposentado do serviço militar dos EUA com um voo de quatro aeronaves na Base Aérea de Holloman durante um evento em 21 de dezembro de 2016. Os QF-4 restantes foram desmilitarizados após 1.º de janeiro de 2017.

### Marinha dos Estados Unidos

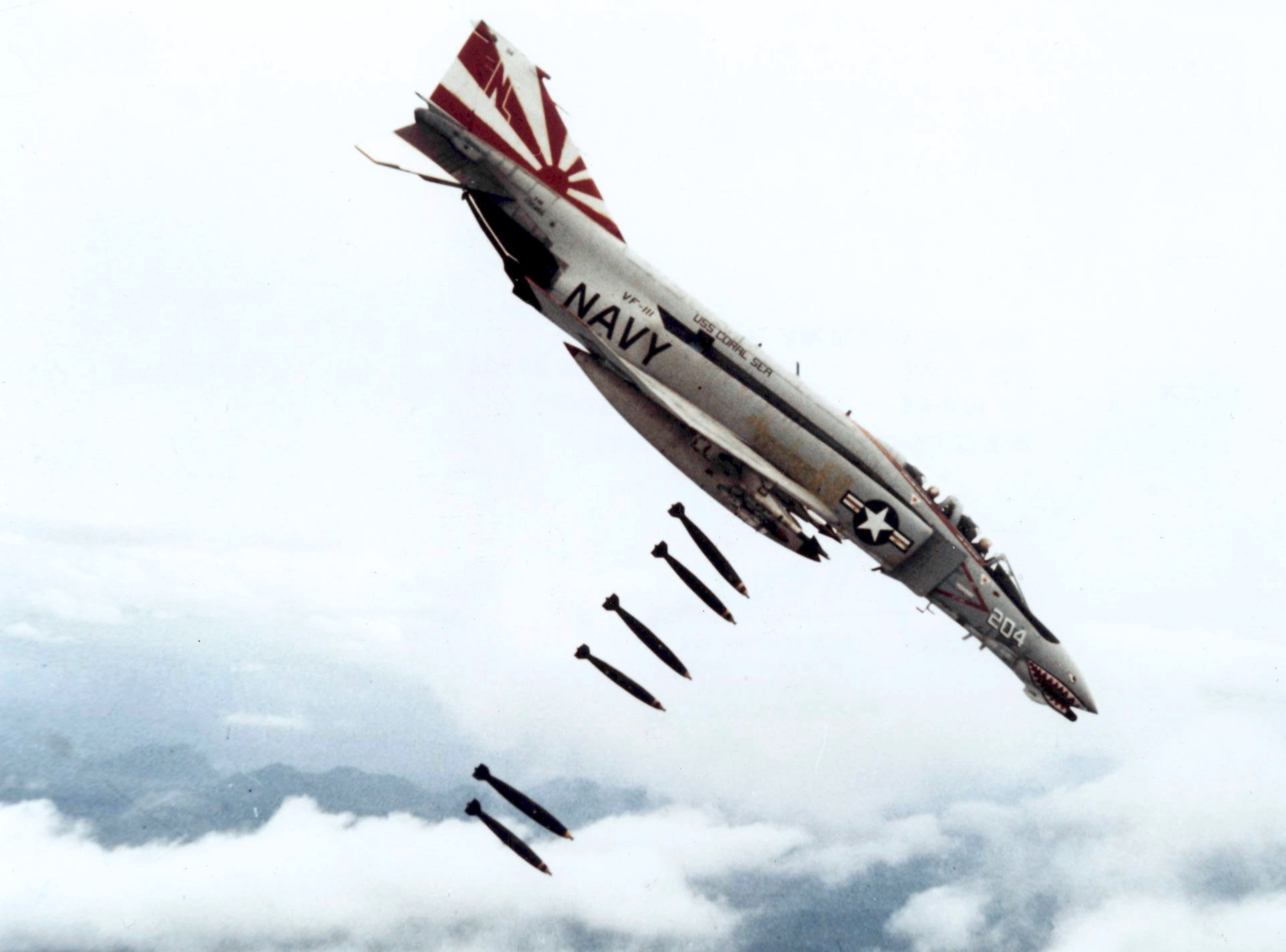
Um F-4B da Marinha dos EUA, pertencente ao VF-111, lançando bombas sobre o Vietnã, novembro de 1971

Em 30 de dezembro de 1960, o VF-121 "Pacemakers", na Base Naval de Miramar, tornou-se o primeiro operador do Phantom com seus F4H-1Fs (F-4A). O VF-74 "Be-devilers", na Base Naval Oceana, se tornou o primeiro esquadrão de Phantom implantável quando recebeu seus F4H-1 (F-4B) em 8 de julho de 1961. O esquadrão completou as qualificações de porta-aviões em outubro de 1961 e a primeira implantação completa do Phantom entre agosto de 1962 e março de 1963 a bordo do USS Forrestal. O segundo esquadrão da Frota do Atlântico dos EUA a receber os F-4B foi o VF-102 "Diamondbacks", que prontamente levou suas novas aeronaves no cruzeiro de testes do Enterprise. O primeiro esquadrão da Frota do Pacífico dos EUA a receber o F-4B foi o VF-114 "Aardvarks", que participou do cruzeiro de setembro de 1962 a bordo do USS Kitty Hawk.
Até o incidente do Golfo de Tonquim, 13 dos 31 esquadrões da Marinha estavam armados com o tipo. Os F-4B do Constellation fizeram a primeira missão de combate do Phantom na Guerra do Vietnã em 5 de agosto de 1964, voando como escolta de bombardeiros na Operação Pierce Arrow. Os pilotos de caça da Marinha não estavam acostumados a voar com um RIO não piloto, mas aprenderam, com os combates aéreos no Vietnã, os benefícios do "cara atrás" ou "voz no compartimento de bagagem" ajudando na carga de trabalho.joiner A primeira vitória ar-ar do Phantom na guerra ocorreu em 9 de abril de 1965, quando um F-4B do VF-96 "Fighting Falcons", pilotado pelo Tenente (júnior) Terence M. Murphy e seu RIO, Alferes Ronald Fegan, derrubou um MiG-17 chinês. O Phantom foi então derrubado, provavelmente por um AIM-7 Sparrow de um de seus companheiros de asa. Ainda há controvérsias sobre se o Phantom foi derrubado pelos canhões do MiG ou, como indicaram relatos inimigos posteriormente, por um AIM-7 Sparrow III de um dos companheiros de Murphy e Fegan. Em 17 de junho de 1965, um F-4B do VF-21 "Freelancers", pilotado pelo Comandante Louis Page e o Tenente John C. Smith, derrubou o primeiro MiG norte-vietnamita da guerra.
Durante a guerra, esquadrões da Marinha dos EUA com F-4 Phantom participaram de 84 turnos de combate com F-4Bs, F-4Js e F-4Ns. A Marinha reivindicou 40 vitórias ar-ar a um custo de 73 Phantoms perdidos em combate (sete para aeronaves inimigas, 13 para mísseis superfície-ar e 53 para defesas anti-aéreas). Outros 54 Phantoms foram perdidos em acidentes.

#### Aposentadoria
Em 1984, todos os F-4N da Marinha foram retirados do serviço de frota em esquadrões, e até 1987, foi a vez dos F-4S serem retirados do serviço. Em 25 de março de 1986, um F-4S pertencente ao VF-151 "Vigilantes" se tornou o último Phantom da Marinha dos EUA em serviço ativo a ser lançado de um porta-aviões, neste caso, o Midway. Em 18 de outubro de 1986, um F-4S do VF-202 "Superheats", um esquadrão de caças da reserva naval, realizou o último pouso de um Phantom em um porta-aviões enquanto operava a bordo do America. Em 1987, os últimos F-4S operados pela reserva naval foram substituídos por F-14A. Os últimos Phantoms em serviço com a Marinha foram os drones alvo QF-4N e QF-4S operados pelo Centro de Guerra Aérea Naval em Point Mugu, Califórnia. Esses modelos foram posteriormente aposentados em 2004.

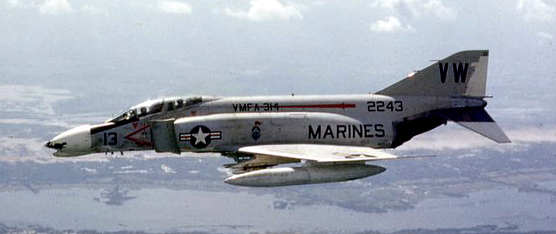
Um F-4B do VMFA-314 sobrevoa o Vietnã do Sul em setembro de 1968

### Corpo de Fuzileiros Navais dos Estados Unidos
O Corpo de Fuzileiros Navais recebeu seus primeiros F-4B em junho de 1962, com os "Black Knights" do VMFA-314 na Base Aérea de El Toro, na Califórnia, se tornando o primeiro esquadrão operacional. Os Phantoms dos Fuzileiros Navais do VMFA-531 "Grey Ghosts" foram designados para a Base Aérea de Da Nang, na costa nordeste do Vietnã do Sul, em 10 de maio de 1965, e inicialmente foram designados para fornecer defesa aérea para o Corpo de Fuzileiros. Eles logo começaram a realizar missões de apoio aéreo aproximado (CAS) e os esquadrões VMFA-314 "Black Knights", VMFA-232 "Red Devils", VMFA-323 "Death Rattlers" e VMFA-542 "Bengals" logo chegaram ao campo.
O F-4 continuou a equipar esquadrões de caça e ataque tanto em unidades ativas quanto na reserva dos Fuzileiros Navais ao longo das décadas de 1960, 1970, 1980 e início da década de 1990. No início dos anos 1980, esses esquadrões começaram a fazer a transição para o F/A-18 Hornet, começando pelo mesmo esquadrão que introduziu o F-4 nos Fuzileiros Navais, o VMFA-314 em El Toro, na Califórnia. Em 18 de janeiro de 1992, o último Phantom dos Fuzileiros Navais, um F-4S na reserva, foi aposentado pelos "Cowboys" do VMFA-112 na Base Aeronaval de Dallas, Texas, após o qual o esquadrão foi reequipado com os F/A-18 Hornets.

### Alemanha

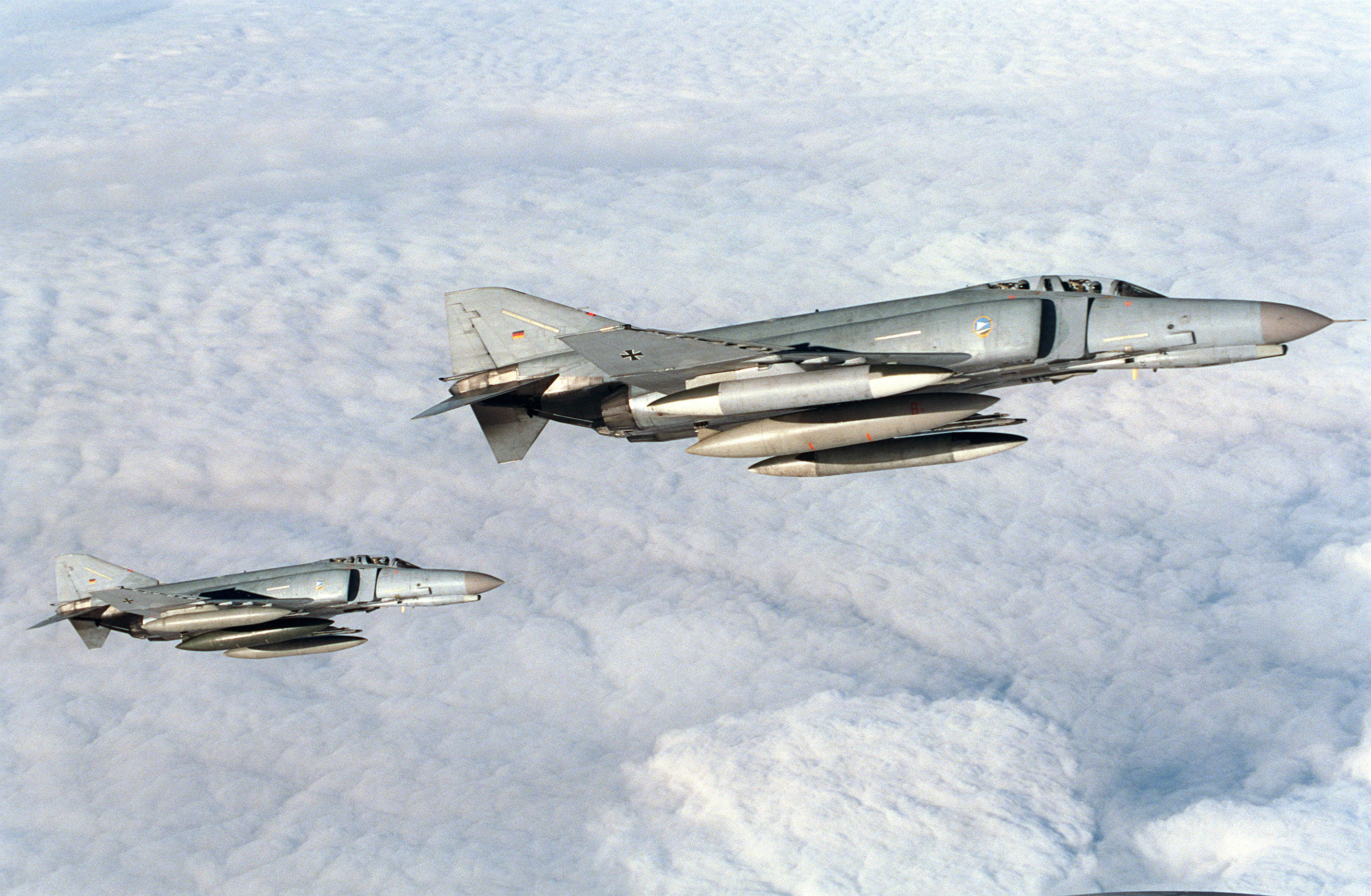
Dois F-4F da Força Aérea Alemã, 1998

A Força Aérea Alemã (Luftwaffe) inicialmente encomendou a versão de reconhecimento RF-4E em 1969, recebendo um total de 88 aeronaves a partir de janeiro de 1971. Em 1973, no âmbito do programa "Peace Rhine", a Luftwaffe adquiriu 175 unidades do F-4F. A variante "F" era uma versão mais ágil da versão "E", devido ao seu menor peso e asas com flaps. No entanto, isso foi alcançado em detrimento da capacidade de combustível reduzida e da eliminação da capacidade de mísseis AIM-7 Sparrow. Essas compras fizeram da Alemanha o maior cliente de exportação do Phantom.
Em 1975, a Alemanha também recebeu 10 F-4E para treinamento nos Estados Unidos. No final da década de 1990, essas aeronaves foram retiradas de serviço após serem substituídas pelo F-4F. Em 1982, os RF-4E inicialmente desarmados receberam uma capacidade secundária de ataque ao solo; essas aeronaves foram aposentadas em 1994. O F-4F passou por atualizações no meio da década de 1980. A Alemanha também iniciou o programa Improved Combat Efficiency (ICE) em 1983. Os 110 F-4Fs atualizados com o ICE entraram em serviço em 1992 e era esperado que permanecessem em serviço até 2012. Todos os Phantoms restantes da Luftwaffe estavam baseados em Wittmund com o Jagdgeschwader 71 (esquadrão de caça 71) no norte da Alemanha e WTD61 em Manching. Um total de 24 F-4F Phantom II alemães foram operados pelo 49.º Esquadrão Tático de Caça da Força Aérea dos EUA na Base Aérea de Holloman para treinar equipes da Luftwaffe até dezembro de 2004. Phantoms foram implantados em estados da OTAN no âmbito do Policiamento Aéreo do Báltico a partir de 2005, 2008, 2009, 2011 e 2012. A Força Aérea Alemã aposentou seus últimos F-4F em 29 de junho de 2013. Os F-4F alemães voaram 279 mil  horas desde o início do serviço em 31 de agosto de 1973 até a aposentadoria.

### Austrália

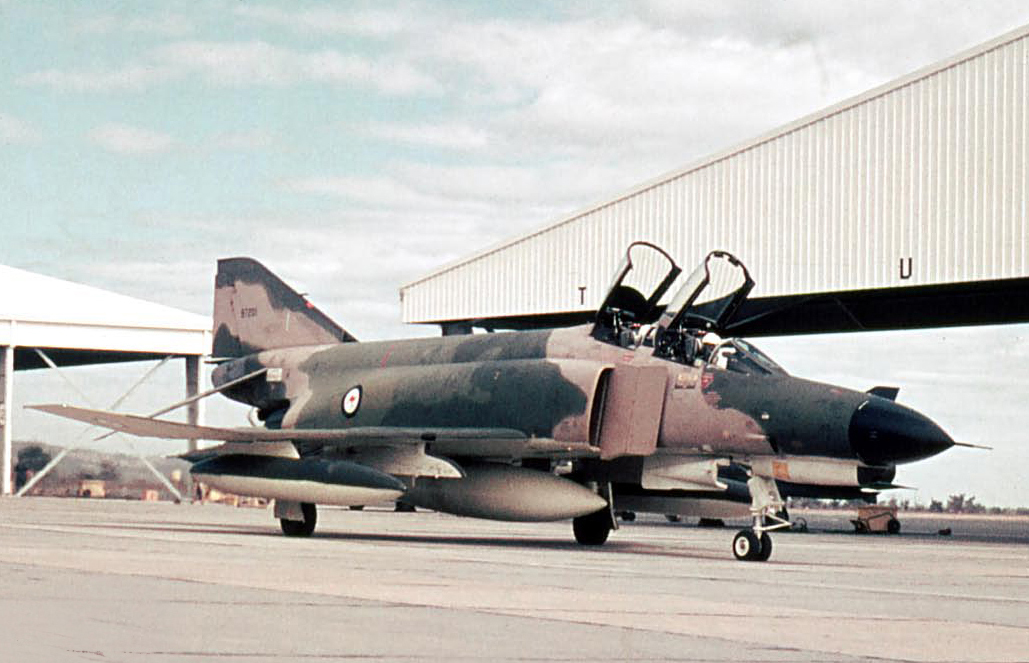
Um F-4E Phantom II da RAAF na Base aérea de Pearce em 1971.

A Real Força Aérea Australiana (RAAF) alugou 24 F-4E da Força Aérea dos Estados Unidos (USAF) de 1970 a 1973 enquanto aguardava a entrega do seu pedido dos F-111C da General Dynamics. Eles foram tão bem aceitos que a RAAF considerou manter as aeronaves mesmo após a entrega dos F-111C. Eles foram operados pela Base Aérea de Amberley pelo Esquadrão N.º 1 e Esquadrão N.º 6.

### Coréia do Sul
A Força Aérea da Coreia do Sul adquiriu seu primeiro lote de aviões F-4D Phantom usados da USAF em 1968, por meio do programa "Peace Spectator". Os F-4D continuaram a ser entregues até 1988. O programa "Peace Pheasant II" também forneceu F-4E novos e ex-USAF.

### Egito
Em 1979, a Força Aérea Egípcia comprou 35 F-4E da antiga USAF, juntamente com um número de mísseis Sparrow, Sidewinder e Maverick, dos Estados Unidos por US$ 594 milhões, como parte do programa "Peace Pharaoh" (Faraó da Paz). Mais sete aeronaves excedentes da USAF foram compradas em 1988. Até o final da década de 1990, três substituições por perdas haviam sido recebidas.
Os F-4E egípcios foram aposentados em 2020, e sua antiga base foi reconfigurada para a operação dos F-16C/D Fighting Falcons.

### Espanha
A Força Aérea Espanhola adquiriu seu primeiro lote de F-4C Phantoms ex-USAF em 1971, por meio do programa "Peace Alfa". Designados C.12, essas aeronaves foram aposentadas em 1989. Ao mesmo tempo, a força aérea recebeu um número de RF-4Cs ex-USAF, designados CR.12. Entre 1995 e 1996, essas aeronaves passaram por extensas atualizações de aviônica. A Espanha aposentou seus RF-4 em 2002.

### Grécia

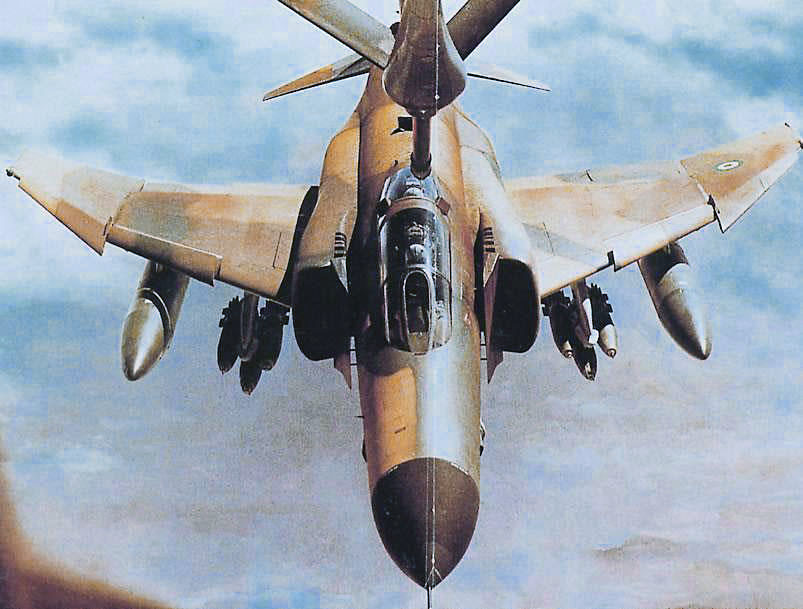
F-4E Phantom iraniano sendo reabastecido durante a Guerra Irã-Iraque, em 1982.

Em 1971, a Força Aérea Helênica encomendou novos F-4E Phantoms, com as entregas começando em 1974. No início dos anos 1990, a Força Aérea Helênica adquiriu RF-4E e F-4E excedentes da Luftwaffe e da Guarda Nacional dos Estados Unidos. Após o sucesso do programa alemão ICE, em 11 de agosto de 1997, foi assinado um contrato entre a DASA da Alemanha e a Indústria Aeroespacial Helênica para a modernização de 39 aeronaves para o padrão "Peace Icarus 2000". Em 5 de maio de 2017, a Força Aérea Helênica aposentou oficialmente o RF-4E Phantom II durante uma cerimônia pública.

### Irã
Nos anos 1960 e 1970, quando os Estados Unidos e o Irã estavam em bons termos, os Estados Unidos entregaram 225 Phantoms F-4D, F-4E e RF-4E ao Irã, tornando-o o segundo maior cliente de exportação. A Força Aérea Iraniana se envolveu em pelo menos um combate, resultando em uma perda, quando um RF-4C se colidiu com um MiG-21 soviético durante o Projeto Dark Gene, uma operação de ELINT durante a Guerra Fria.
Os Phantoms da Força Aérea da República Islâmica do Irã tiveram uma intensa participação na Guerra Irã-Iraque nos anos 1980 e foram mantidos operacionais por meio de revisões e serviços realizados pela indústria aeroespacial do Irã. Operações notáveis dos F-4 iranianos durante a guerra incluíram a Operação Scorch Sword, um ataque de dois F-4 contra o reator nuclear iraquiano de Osirak perto de Bagdá em 30 de setembro de 1980, e o ataque em H3, um bombardeio realizado por oito F-4 iranianos contra o complexo de bases aéreas H-3 no extremo oeste do Iraque em 4 de abril de 1981, que resultou na destruição ou danos de muitas aeronaves iraquianas sem perdas iranianas.
Os F-4 iranianos estavam em uso até o final de 2014; as aeronaves supostamente realizaram ataques aéreos contra alvos do Estado Islâmico na província iraquiana de Diala.

### Israel

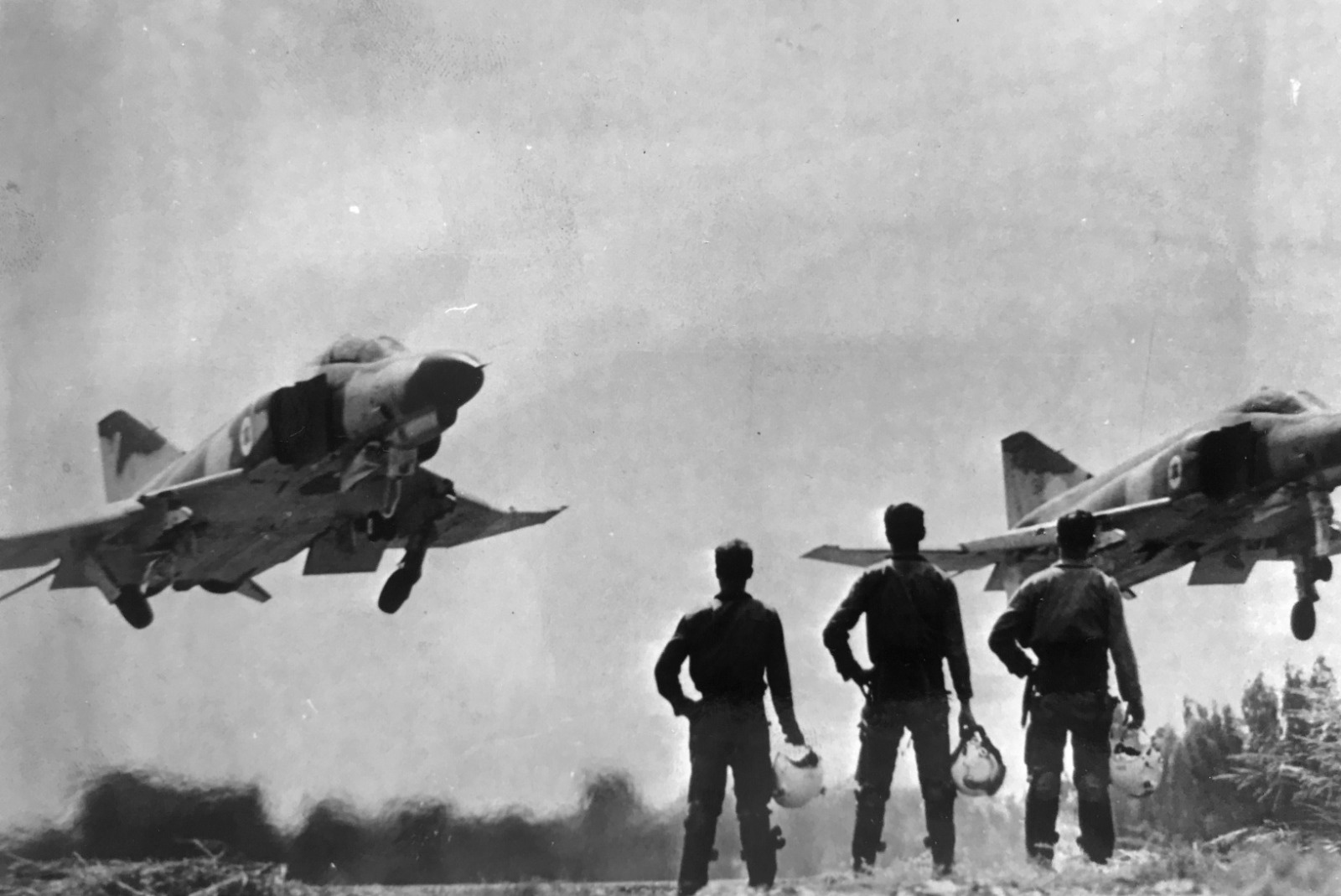
Caças F-4E da Força Aérea Israelense decolando durante a Guerra do Yom Kippur em outubro de 1973.

A Força Aérea Israelense adquiriu entre 212 e 222 aeronaves recém-construídas e ex-USAF, e modificou várias delas como variantes especiais de reconhecimento únicas. Os primeiros F-4Es, apelidados de "Kurnass" (Marreta), e RF-4Es, apelidados de "Orev" (Corvo), foram entregues em 1969 no âmbito do programa "Peace Echo I". Phantoms adicionais chegaram durante os anos 1970 nos programas "Peace Echo II" até "Peace Echo V" e "Nickel Grass". Os Phantoms israelenses participaram intensamente de combates durante os conflitos árabe-israelenses, entrando em ação pela primeira vez durante a Guerra de Desgaste. Na década de 1980, Israel iniciou o programa de modernização "Kurnass 2000", que atualizou significativamente a aviónica da aeronave. Os últimos F-4 israelenses foram aposentados em 2004.

### Reino Unido
O Reino Unido comprou versões baseadas no F-4J da Marinha dos Estados Unidos para uso na Força Aérea REal e na Fleet Air Arm da Marinha Real. O Reino Unido foi o único país fora dos Estados Unidos a operar o Phantom no mar, com as aeronaves operando a partir do HMS Ark Royal (R09). As principais diferenças eram o uso dos motores Rolls-Royce Spey britânicos e da aviónica fabricada no Reino Unido. As versões da Marinha Real e da RAF receberam as designações F-4K e F-4M, respectivamente, e entraram em serviço nas designações de aeronaves militares britânicas Phantom FG.1 (caça/ataque terrestre) e Phantom FGR.2 (caça/ataque terrestre/reconhecimento).
Em 1982, durante a Guerra das Malvinas, três Phantom FGR2 do Esquadrão N.º 29 estavam em serviço ativo de Alerta de Reação Rápida na Ilha de Ascenção para proteger a base de ataques aéreos. Após a Guerra das Malvinas, 15 F-4J ex-USN atualizados, conhecidos como F-4J(UK), entraram em serviço na RAF para compensar o destacamento de um esquadrão de interceptação para as Ilhas Malvinas.
Os Phantoms interceptores foram substituídos pelo Panavia Tornado F3 a partir do final da década de 1980, e os últimos Phantoms britânicos em serviço de combate foram aposentados em outubro de 1992, quando o Esquadrão N.º 74 foi desativado. O Phantom FG.1 XT597 foi o último Phantom britânico a ser aposentado, em 28 de janeiro de 1994. Ele foi usado como uma aeronave de teste pelo Aeroplane and Armament Experimental Establishment durante toda a sua vida útil.

### Turquia

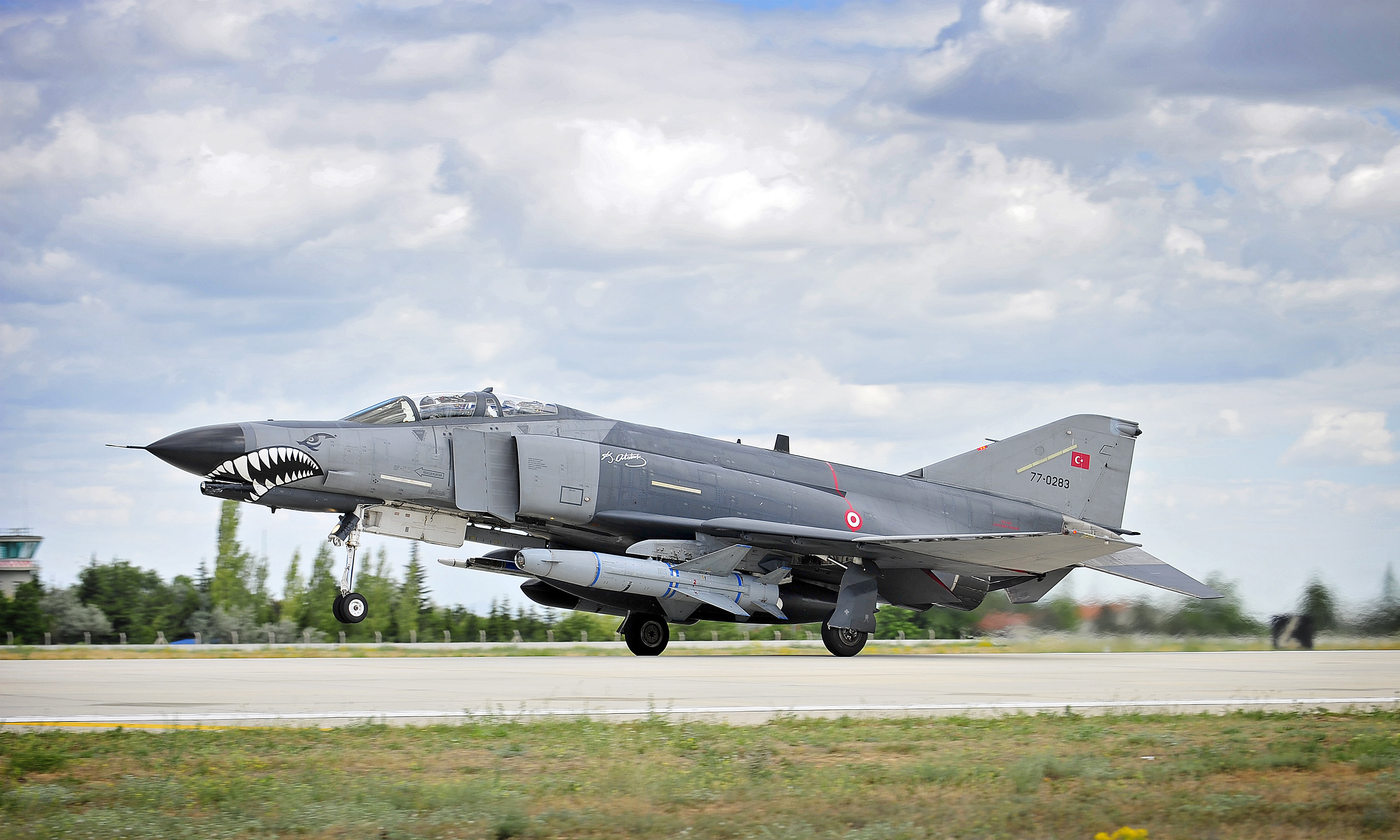
Um F-4E Phantom II da Força Aérea Turca, armado com mísseis Popeye, decola de Cônia, Turquia, durante o Exercício Anatolian Eagle.

A Força Aérea Turca  recebeu 40 F-4E em 1974, com mais 32 F-4E e 8 RF-4E em 1977-78, no âmbito do programa "Peace Diamond III". Isso foi seguido por mais 40 aeronaves ex-USAF no programa "Peace Diamond IV" em 1987 e mais 40 aeronaves em 1991. Outros 32 RF-4E foram transferidos para a Turquia após serem aposentados pela Luftwaffe entre 1992 e 1994. Em 1995, a Israel Aerospace Industries (IAI) implementou uma atualização semelhante ao Kurnass 2000 em 54 F-4E turcos, que foram chamados de F-4E 2020 Terminator. Os F-4 turcos, juntamente com os F-16 mais modernos, têm sido usados para atacar bases do PKK curdo em operações militares em curso no norte do Iraque. Em 22 de junho de 2012, um RF-4E turco foi abatido pelas defesas aéreas sírias durante um voo de reconhecimento próximo à fronteira entre a Turquia e a Síria. A Turquia afirmou que a aeronave de reconhecimento estava em espaço aéreo internacional quando foi abatida, enquanto as autoridades sírias afirmaram que estava dentro do espaço aéreo sírio. Os F-4 turcos permaneceram em uso até 2020, e o plano é operá-los pelo menos até 2030.
Em 24 de fevereiro de 2015, dois RF-4E caíram na região de Malatya, no sudeste da Turquia, sob circunstâncias ainda desconhecidas, resultando na morte dos dois tripulantes em cada aeronave. Em 5 de março de 2015, um F-4E-2020 caiu na região central da Anatólia, resultando na morte de ambos os tripulantes. Após os acidentes recentes, a Força Aérea Turca retirou os RF-4E do serviço ativo. Relatos indicaram que a Turquia usou jatos F-4 para atacar separatistas do PKK e a capital do ISIS em 19 de setembro de 2015. A Força Aérea Turca supostamente utilizou os F-4E 2020 na fase mais recente do conflito com o PKK em missões de bombardeio pesado no Iraque em 15 de novembro de 2015, 12 de janeiro de 2016 e 12 de março de 2016.

### Uso civil
Os Laboratórios Nacionais Sandia realizaram um teste de colisão no qual um F-4 foi montado em um "trenó de foguete" para registrar os resultados do impacto de uma aeronave em uma estrutura de concreto reforçado, como uma usina nuclear.

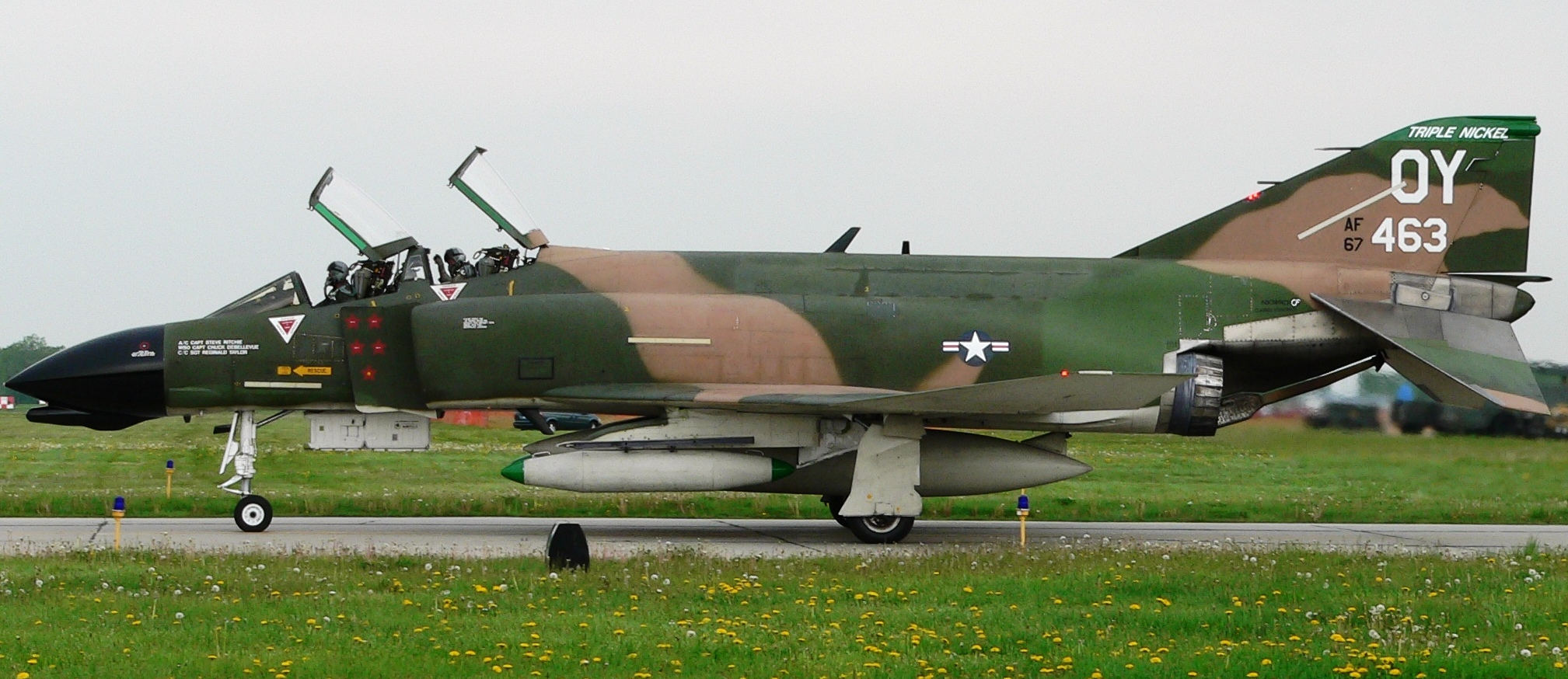
O F-4D Phantom II da Collings Foundation, com marcações da era do Vietnã "Ritchie/DeBellevue", taxia na Selfridge Air National Guard Base, em maio de 2005.

Uma aeronave, um F-4D (registro civil NX749CF), é operada pela organização sem fins lucrativos Collings Foundation, sediada em Massachusetts, como uma "exposição de história viva". Os fundos para manter e operar a aeronave, que está baseada em Houston, Texas, são arrecadados por meio de doações/patrocínios de entidades públicas e comerciais.
Após considerar o Lockheed F-104 Starfighter inadequado, a NASA usou o F-4 para fotografar e filmar mísseis Titan II após o lançamento no Cabo Canaveral durante os anos 1960. O coronel aposentado da Força Aérea dos EUA, Jack Petry, descreveu como ele colocou seu F-4 em um mergulho em Mach 1.2 sincronizado com a contagem regressiva do lançamento, e então "seguia o rastro (do foguete)". O Phantom de Petry permaneceu com o Titan por 90 segundos, atingindo 68.000 pés, e então se afastou enquanto o míssil continuava no espaço.
O Centro de Pesquisa de Voo Neil A. Armstrong da NASA adquiriu um F-4A em 3 de dezembro de 1965. Ele realizou 55 voos em apoio a programas curtos, missões de acompanhamento do X-15 e voos de corpos sustentadores. O F-4 também apoiou um programa de monitoramento biomédico envolvendo 1 mil voos por pilotos de pesquisa aeroespacial do Centro de Pesquisa de Voo da NASA e estudantes da Escola de Pilotos de Teste da Força Aérea dos Estados Unidos, voando aeronaves de alto desempenho. Os pilotos foram instrumentados para registrar dados precisos e confiáveis de eletrocardiograma, taxa de respiração e aceleração normal. Em 1967, o Phantom apoiou um breve programa de inspiração militar para determinar se o estrondo sônico de um avião poderia ser direcionado e se poderia ser usado como uma espécie de arma, ou pelo menos um incômodo. A NASA também voou um F-4C em um estudo de sopro em envergadura de 1983 a 1985, após o qual ele foi devolvido.

## Variantes
F-4A, B, J, N e S

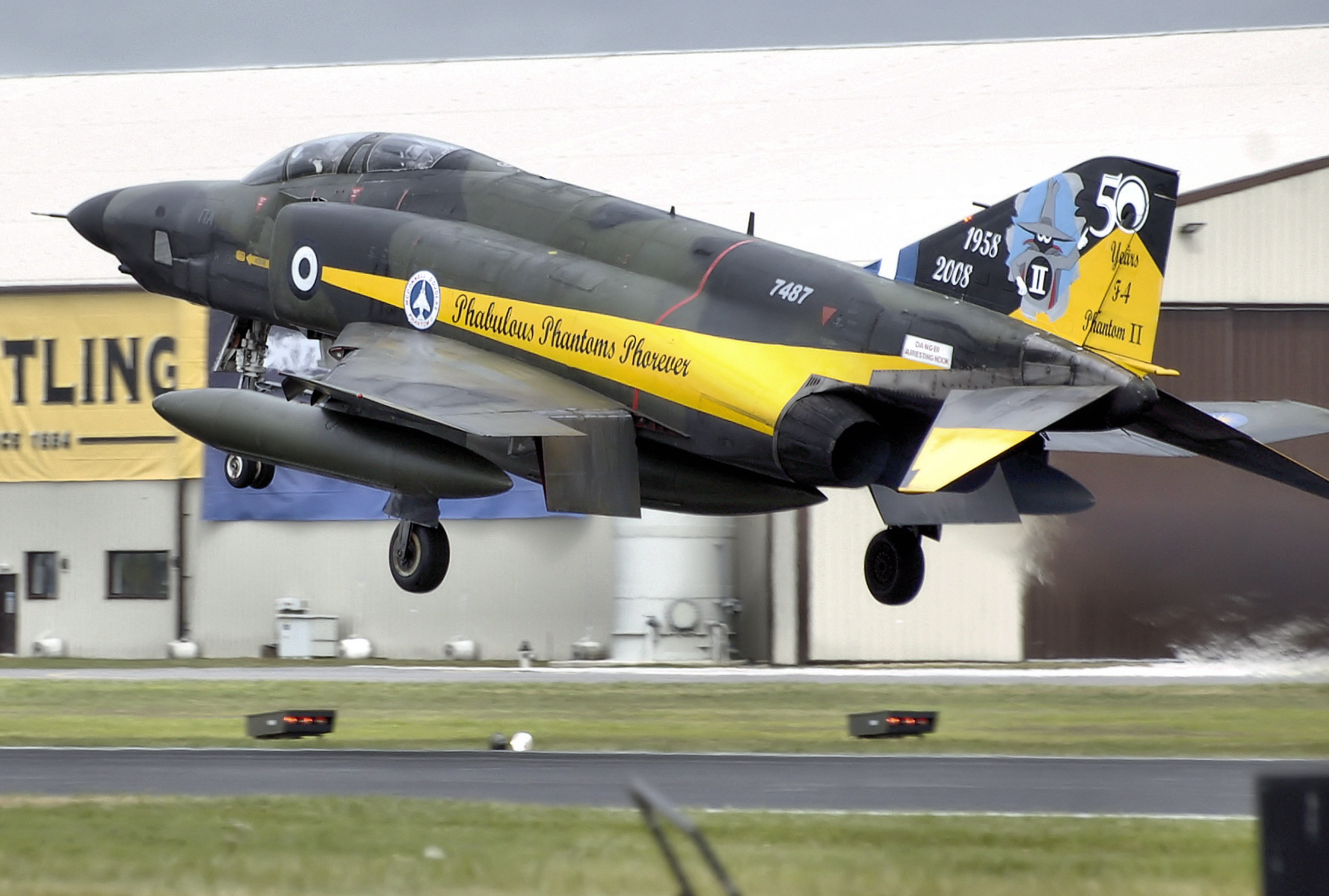
Um RF-4E Phantom II da Força Aérea Helênica em uma pintura especial, Reino Unido.

Variantes para a Marinha dos Estados Unidos e o Corpo de Fuzileiros Navais dos Estados Unidos. O F-4B foi atualizado para F-4N, e o F-4J foi atualizado para F-4S.
F-110 (designação original da USAF para o F-4C), F-4C, D e E
Variantes para a Força Aérea dos Estados Unidos. O F-4E introduziu um canhão M61 Vulcan  interno. O F-4D e E foram os mais produzidos em grande quantidade, amplamente exportados e também amplamente utilizados no sistema de defesa aérea Semi Automatic Ground Environment (SAGE) dos Estados Unidos.
F-4G Wild Weasel V
Uma variante dedicada de supressão de defesas aéreas inimigas (SEAD) para a Força Aérea dos Estados Unidos, com radar e aviônicos atualizados, convertida a partir do F-4E. A designação F-4G foi aplicada anteriormente a um Phantom da Marinha dos Estados Unidos totalmente diferente.
F-4K e M
Variantes para a Marinha Real e a Força Aérea Real, respectivamente, com motores turbofan Rolls-Royce Spey.
F-4EJ e RF-4EJ
Versões simplificadas do F-4E exportadas para o Japão e construídas sob licença. Alguns foram modificados para a função de reconhecimento, carregando pods de reconhecimento fotográfico e/ou eletrônico e designados RF-4EJ.
F-4F
Versão simplificada do F-4E exportada para a Alemanha.
QRF-4C, QF-4B, E, G, N e S
Aeronaves aposentadas convertidas em drones de alvo controlados remotamente, utilizados para pesquisa de sistemas de armas e defensivos pelas Forças Armadas dos Estados Unidos.
RF-4B, C e E
Variantes de reconhecimento tático.

## Utilizadores
Grécia
- Força Aérea Helênica – 18 F-4E em serviço.[173]

 Irão

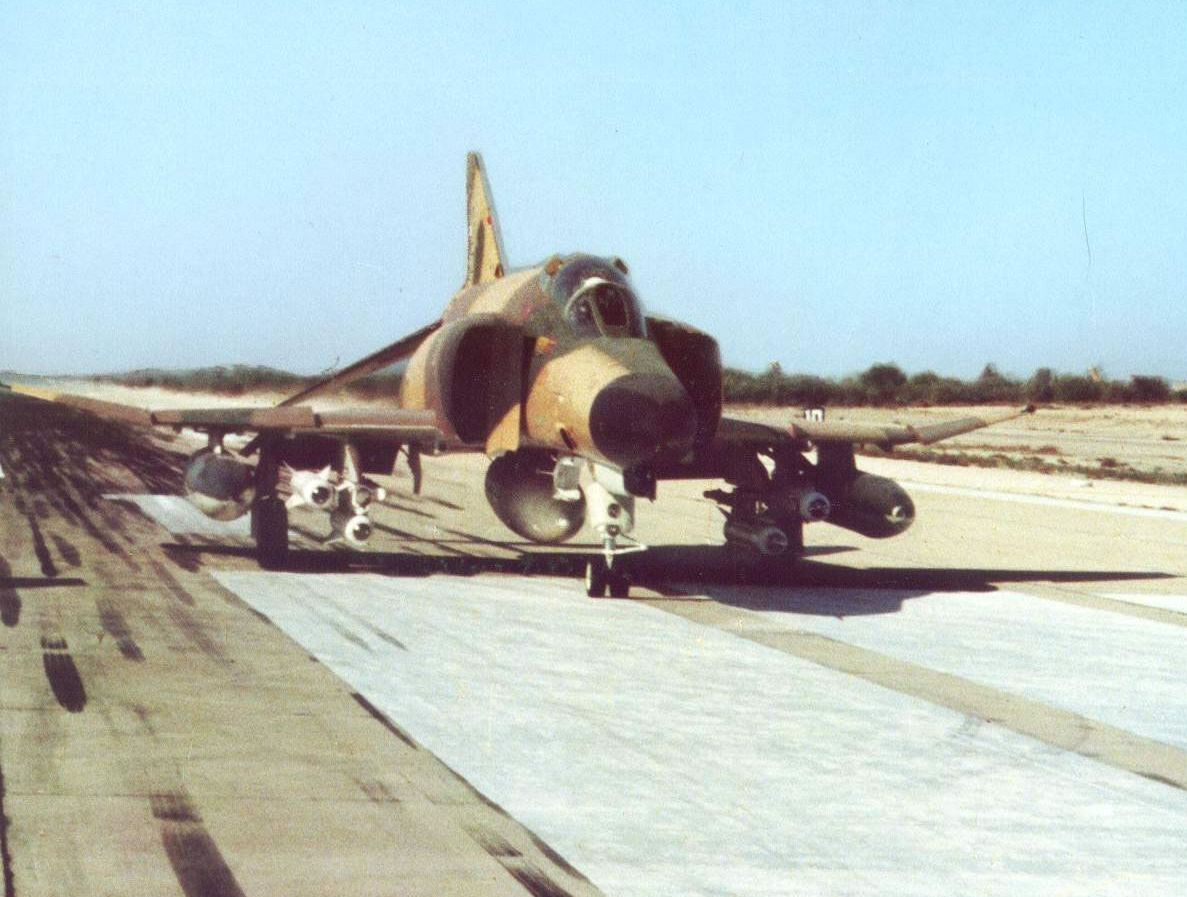
F-4E Phantom II iraniano armado com o míssil AGM-65 Maverick.

- Força Aérea do Irã – 62 F-4D, F-4E, e RF-4E em serviço.[173][174]

 Coréia do Sul
- Força Aérea do Irã – 27 F-4E em serviço.[173]

 Turquia
- Força Aérea Turca – 54 F-4E em serviço.[173]

### Aposentado
Austrália
- Real Força Aérea Australiana (F-4E, de 1970 a 1973)[175]

 Egito
- Força Aérea do Egito (F-4E, de 1977 a 2020)[176]

 Alemanha
- Força Aérea Alemã (RF-4E, de 1971 a 1994; F-4F, de 1973 a 2013; F-4E, de 1978 a 1992)[177]

 Grécia
- Força Aérea Helênica (RF-4E, de 1978 a 2017)[178]

 Irão
- Força Aérea do Irã (F-4D, de 1968 a 1979; F-4E, de 1971 a 1979; RF-4E, de 1971 a 1979)[179]

 Israel
- Força Aérea Israelense (F-4E, de 1969 a 2004;[180] RF-4C, de 1970 a 1971;[181] RF-4E, de 1971 a 2004)[182]

 Japão
- Força Aérea de Autodefesa do Japão (F-4EJ, de 1971 a 2021;[183] RF-4E, de 1974 a 2020; RF-4EJ, de 1992 a 2020)[184]

 Coréia do Sul
- Força Aérea da Coreia do Sul (F-4D, de 1969 a 2010;[185] RF-4C, de 1989 a 2014)[186]

 Espanha

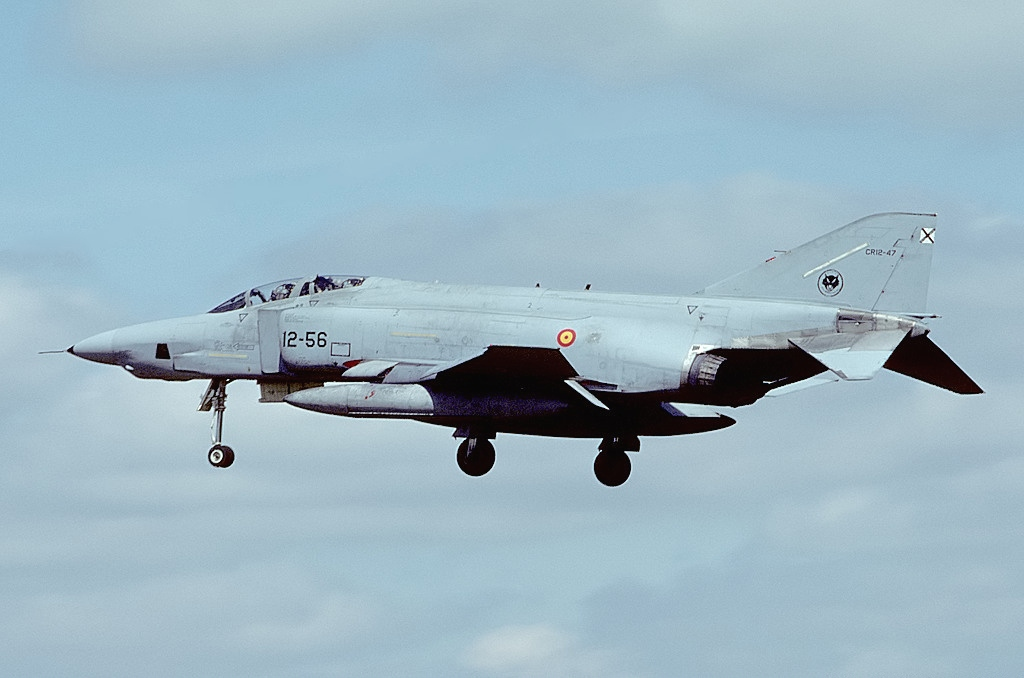
F-4C Phantom II da Força Aérea da Espanha, junho de 1993

- Exército do Ar e do Espaço (F-4C, de 1971 a 1990; RF-4C, de 1978 a 2002)[187]

 Turquia
- Força Aérea Turca (RF-4E, de 1980 a 2015)[188]

 Reino Unido
- Aeroplane and Armament Experimental Establishment (F-4K, de 1970 a 1994)[189]
- Fleet Air Arm (F-4K, de 1968 a 1978)[190]
- Força Aérea Real (F-4M, de 1968 a 1992; F-4K, de 1969 a 1990; F-4J, de 1984 a 1991)[190]

 Estados Unidos
- NASA (F-4A, de 1965 a 1967;[191] F-4C, de 1983 a 1985)[192]
- Força Aérea dos Estados Unidos (F-4B, de 1963 a 1964;[193] F-4C, de 1964 a 1989;[194] RF-4C, de 1964 a 1995;[195] F-4D, de 1965 a 1992; F-4E, de 1967 a 1991;[194] F-4G, de 1978 a 1996;[193] QF-4, de 1996 a 2016)[196]
- Corpo de Fuzileiros Navais dos Estados Unidos (F-4B, de 1962 a 1979; RF-4B, de 1965 a 1990; F-4J, de 1967 a 1984;[197] F-4N, de 1973 a 1985;[198] F-4S, de 1978 a 1992)[197]
- Marinha dos Estados Unidos (F-4A, de 1960 a 1968; F-4B, de 1961 a 1974; F-4J, de 1966 a 1982; F-4N, de 1973 a 1984; F-4S, de 1979 a 1987; QF-4, de 1983 a 2004)[199]

## Especificações (F-4E)

Visão de 3 lados do F-4E

Dados de The Great Book of Fighters NASA, Encyclopedia of USAF Aircraft, e McDonnell F-4 Phantom: Spirit in the Skies.

### Características gerais
- Tripulação: 2
- Comprimento: 19,2 metros
- Envergadura: 11,7 m
- Largura: 8,4 m (asa dobrada)[203]
- Altura: 5 m
- Área da asa: 49,2 m²
- Razão de aspecto: 2,77
- Aerofólio: Raiz NACA 0006.4-64, ponta NACA 0003-64
- Peso vazio: 13 757 kg
- Peso bruto: 18 824 kg
- Peso máximo de decolagem (MTOW): 28 030 kg
- Peso máximo de pouso: 16 706 kg
- Capacidade de combustível: 7 550 litros internamente, 2 620 litros com 2 tanques externos 1 400 litros nos pontos duros da asa externa e um tanque de 2 300 para a estação central.
- Propulsão: 2 motores turbojato com pós-combustão General Electric J79-GE-17A, empuxo de 52,96 kN cada em seco, 79,38 kN com pós-combustão.

### Desempenho
- Velocidade máxima: 1 280 nós (2 370 km/h) a 40 000 pés (12 000 m)
- Velocidade máxima: Mach 2.23
- Velocidade de cruzeiro: 510 nós (940 km/h)
- Alcance de combate: 370 milhas náuticas (680 km)
- Alcance total máximo: 1 457 milhas náuticas (2 699 km)
- Teto operacional: 60 000 pés (18 000 m)
- Taxa de subida: 41 300 pés/min (210 m/s)
- Razão de sustentação/arrasto: 8.58
- Carga alar: 380 kg/m²
- Empuxo/peso: 0,86 com peso carregado, 0,58 com MTOW
- Distância de decolagem: 1 370 m com 24 410 kg
- Distância de pouso: 1 120 m com 16 706 kg

### Armamento
- O modelo E possui um canhão M61A1 Vulcan de 20 mm montado internamente sob o nariz, com 640 projéteis.

- Até 8 480 kg de armamentos em nove pontos externos de fixação, incluindo bombas de uso geral, bombas de fragmentação, bombas guiadas a laser, pods de foguetes, mísseis ar-ar, mísseis antinavio, pods de metralhadora e armas nucleares. Também é possível transportar pods de reconhecimento, direcionamento, contramedidas eletrônicas, bagagem e tanques de combustível externos.
- 4× mísseis AIM-9 Sidewinder em pilones das asas, os F-4 Kurnass 2000 israelenses carregavam mísseis Python-3, os F-4EJ Kai japoneses carregavam o AAM-3.
- 4× mísseis AIM-7 Sparrow em recessos no fuselagem, os F-4E atualizados da Hélade e os F-4F ICE alemães carregavam o AIM-120 AMRAAM, os Phantoms do Reino Unido carregavam mísseis Skyflash.
- 6× mísseis AGM-65 Maverick.
- 4× mísseis AGM-62 Walleye.
- 4× mísseis AGM-45 Shrike, AGM-88 HARM, AGM-78 Standard ARM.
- 4× bombas GBU-15.
- 18× Mk.82, GBU-12.
- 5× Mk.84, GBU-10, GBU-14.
- 18× CBU-87, CBU-89, CBU-58.
- Armas nucleares, incluindo as bombas B28EX, B61, B43 e B57.

#### Desenvolvimento semelhante
- McDonnell F3H Demon

#### Aeronaves comparáveis
- Dassault Mirage III
- English Eletric Lightning
- Mikoyan-Gurevich MiG-21
- Mikoyan-Gurevich MiG-23
- Republic F-105 Thunderchief
- Saab 35 Draken
- Sukhoi Su-15
- Vought XF8U-3 Crusader III